# 駸々堂
駸々堂（しんしんどう）は、1884年（明治14年）に大淵 渉（おおぶちわたる）により創業された書店及び出版社。京都市で創業、末期には大阪市に本社を移転。1884年（明治14年）から2000年（平成12年）まで5代にわたって120年近く続いた。

## 概要
駸々堂は大淵 渉（安政元年 - 明治40年　1854 - 1907）によって1881年（明治14年）に京都寺町通りにて書肆駸々堂として創業され、書店業と出版業を営んだ。寺町通は今も古書店が多いが、江戸時代中期には書店街が形成されていたとされる。
駸々堂の店主は初代 渉、2代 伝次郎（旧姓は炭谷 徳島出身 明治8年 - 大正8年 1875 - 1919）、3代 善吉（旧姓は上田 奈良出身 明治25年 - 昭和36年 1892 - 1961）、4代 甲子郎（旧姓は金沢 大阪出身 明治44年 - 平成13年 1911 - 2001）、5代 馨（旧姓は萬 大阪出身 昭和17年 - 　1942 - ）と続いた。

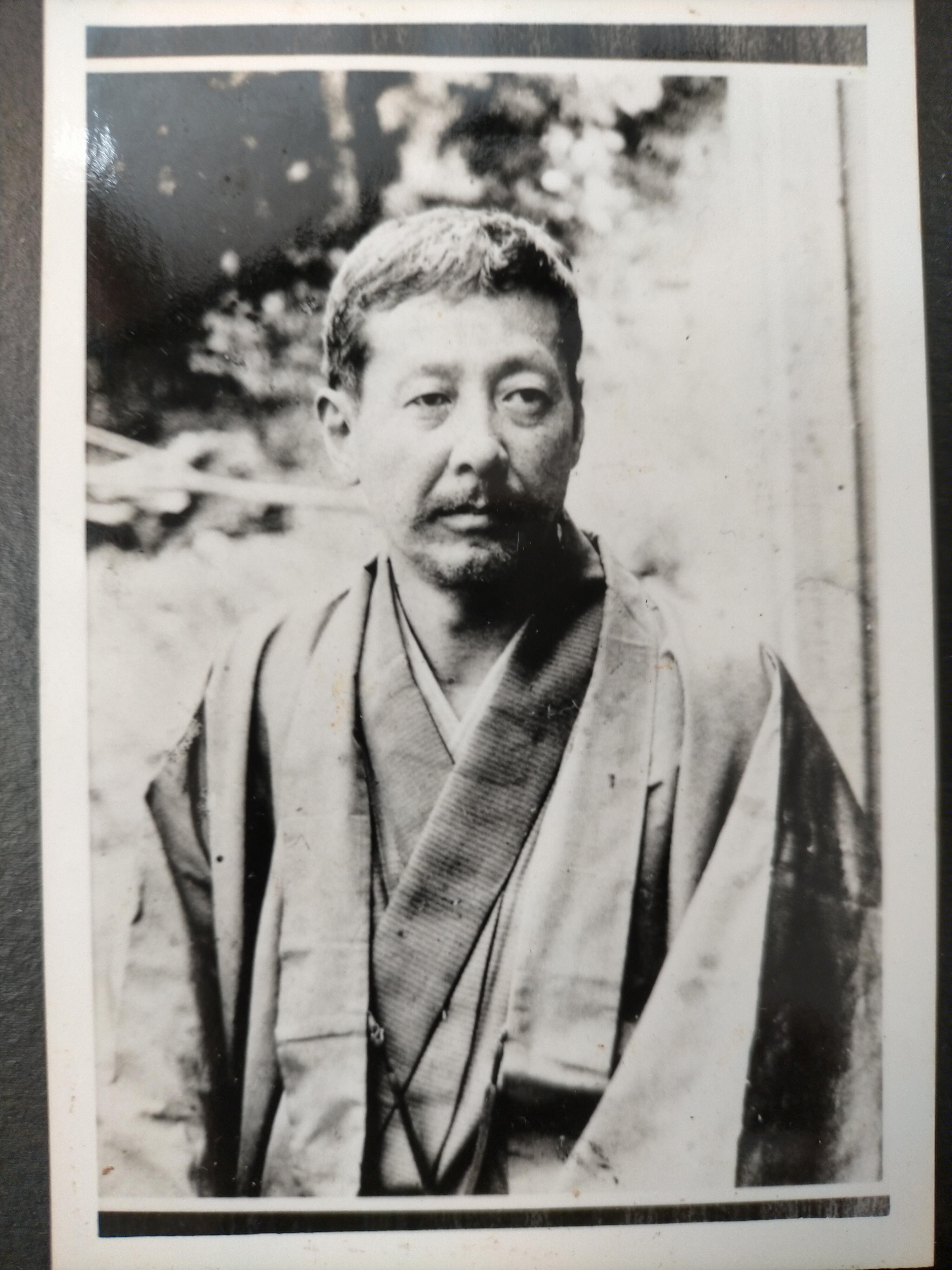
駸々堂初代店主の大淵渉

渉と夫人のなみ（後述）の間には子どもがおらず、なみの妹の八重子の子 シゲを養女にして、婿養子（炭谷伝次郎）をとった。以降も直系の男子が生まれなかったため、婿養子が続いた。
店名の「駸々」は中国古典の『詩経』中の「小雅」の「四牡」という一篇に由来し、馬が疾走するさまを意味して、物事が進展することにも転用される。

## 刊行ジャンルと店舗について
出版されたジャンルは時代により異なるが、文芸書、講談速記本、演劇雑誌、探偵小説、滑稽（風刺）雑誌、民法や商法の解説書、旅行案内、地図、絵葉書、書道雑誌、漢和辞典、国語辞典、英和辞典、習字の検定教科書、教科書準拠問題集、学習参考書、文楽や能の写真集など、多岐にわたった。
書店の店舗数は、最終的に京都・大阪・神戸を中心に約30店舗に及んだ。旗艦店の心斎橋店のあった心斎橋筋は、江戸時代に書籍問屋や版元が軒を並べる書店街を形成していた。1995年（平成7年）に開店した神戸三宮店は約3千平方メートルの売り場面積を誇り、当時の書店としては最大規模級であった。
最盛期の店舗
- 大阪エリア
  - 心斎橋店（中央区南船場）
  - 梅田店（北区梅田）
  - 南千里店（吹田市津雲台）
  - 北千里ディオス（吹田市古江台）
  - 尼崎店（尼崎市神田）
  - 京橋店（都島区東野田町）
  - 寝屋川店（寝屋川市緑町）
  - 香里園店（寝屋川市香里南之町）
  - 西武高槻店（高槻市白梅町）
  - 湊町店（中央区難波）
  - 天王寺店（天王寺区悲田院町）
  - アベ地下店（天王寺区堀越町）
- 京都エリア
  - 京宝店（中京区河原町三条下ル）
  - 三条店（中京区河原町三条東入ル）
  - ポルタ店（JR京都駅前地下街）
  - 桂店（西京区桂南巽町）
  - 長岡店（長岡京市天神）
  - トライアングル（宇治市広野町）
- 奈良エリア
  - 奈良大丸店（奈良市東向南町）
  - 奈良西大寺店（奈良市西大寺栄町）
- 神戸エリア
  - 神戸三宮店（中央区三宮町　三宮センタープラザ東館３階）

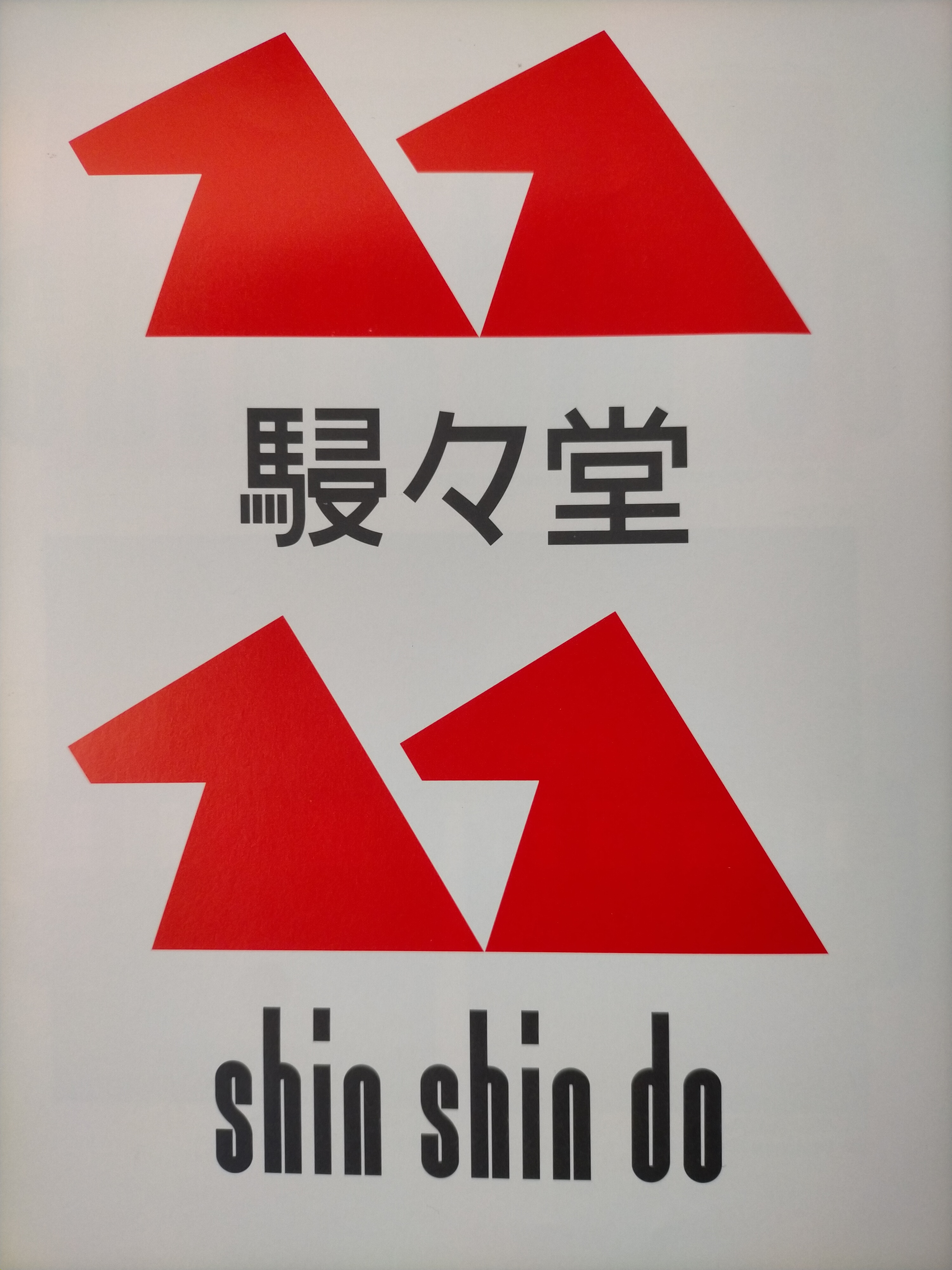
駸々堂のコーポレートロゴ

- COMIC LAND
  - KYOTO（京都朝日会館２階）
  - NARA（奈良市橋本町）
  - whity（北区梅田）
  - アメリカ村（中央区西心斎橋）
- 文房具専門店
  - ぼうぐ京橋（都島区東野田町
  - ぼうぐ北千里（吹田市古江台）
  - ぼうぐ天王寺（天王寺区悲田院町）

## 歴史

### 初代の大淵渉の出自と初期の出版活動
初代の大淵渉は元僧侶であった。安政元年（1854年）7月23日京都市上京区元誓願寺通大宮東入ル寺今町の正賢寺（しょうけんじ）住職、並山覚雄（なみやまかくゆう）と三千代の次男として生まれた。渉の父、覚雄の生国は会津若松で元の名字は秋月、寺の次男であった。会津藩士と同道して入京、その人柄に惚れ込んだ正賢寺の檀家総代の強い要望で並山家を継いだ。渉の母、三千代は京都西陣の西光寺（上京区中立売通浄福西入ル）の娘で、西光寺は新規事業のためフランスから機織り機を購入したが経済的に行き詰まり、後に能登に移転する。
元治元年（1864年）11歳のときに、渉は京都市上京区葭屋町通下立売上ル元福大明神町の真宗大谷派の眞敬寺（しんきょうじ）大淵家に養子入りして、13世住職湛了（たんりょう）となる。この眞敬寺は天正12年（1584年）、真敬坊勝賢が開いたとされる。徳川5代将軍綱吉の生母、桂昌院（けいしょういん）お玉の方の養家・本庄家の菩提寺であったため、明治維新までは寺社奉行から寺禄が出ていた。大淵家の家紋はもともと桔梗だが、徳川家の縁によって眞敬寺の襖等には葵の御紋の使用が許されていた。
桂昌院は京都の西陣出身であったが、春日局のはしためとして江戸城の大奥に入り、将軍家光の寵愛を受けて綱吉を産んだ。経歴を整えるため二条家の家司であった北小路宗政の養女となり、宗政の長男の道芳（桂昌院の義兄）がのちに徳川家に仕えて本庄姓を名のった。桂昌院の義弟にあたる本庄宗資も常陸笠間で5万石の大名となっており、眞敬寺の寺勢も振るったとされる。
渉の先代の12世住職湛然（たんぜん）には芳枝（よしえ）という娘がおり、渉の許嫁であったが明治2年に亡くなってしまう。
渉は1877年（明治10年）、田中なみ（涛）と結婚する。渉は24歳、なみは22歳だった。なみは譜代7万石の近江膳所藩の士族、田中隼之助勝富（直心陰流の剣術師範　御纏奉行で70石）・クニ夫婦の次女で安政3年（1856年）4月29日滋賀郡粟津村で生まれている。渉が明治40年5月12日に享年54で亡くなったのに対し、なみは生涯士族の娘としての矜持を保ち、1940年（昭和15年）に85歳の長寿を全うするまで初代夫人として駸々堂を支えた。なみの葬儀の際に葬儀委員長を務めたのは、渉の兄並山覚了の末子、並山興道（明治19年 - 昭和37年）であった。興道は京都大学を卒業後に法曹界に進み、判事となり青森や金沢等の地方裁判所の所長を歴任した。

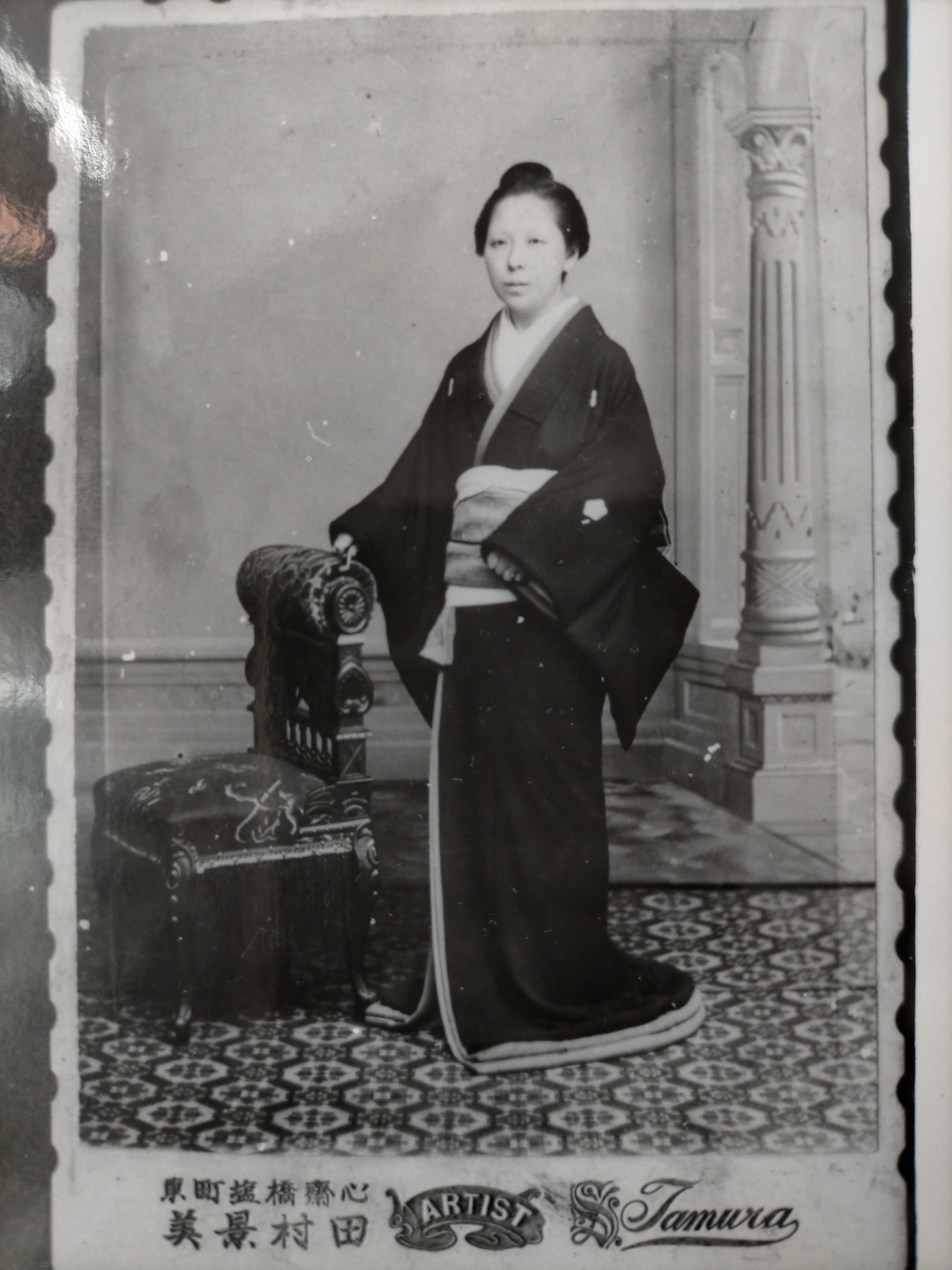
大淵なみ

なみは大渕家が再縁で、最初の結婚相手は子爵難波宗明であった。難波家は花山院流の公家で蹴鞠を家職とする名家である。宗明は西南戦争（明治10年）で近衛第一連隊に少尉として参戦し、植木攻略戦の激戦で戦死してしまう。なみと宗明の間には明治6年に章子が生まれているが、協議離婚により章子は難波家で引き取られ、なみは実家に戻っていた。
章子はその後、子爵の梅小路定行（慶應元年 - 昭和17年　貴族院子爵議員）の後妻となった。二人の間の長女の加壽子は、後に子爵の梅溪通弘の妻となった。
なみの弟 田中貞吉の娘 信子は、米相場で財をなした松沢竜造に嫁ぎ、良子と祐三が生まれた。良子の夫はフランス文学者で新潮社の編集顧問を務めた河盛好蔵（明治35年 - 平成12年）である。祐三は後に駸々堂の出版部門に勤めて、その後、独立した。
渉が書店・出版業を志した背景には、15歳で迎えた明治維新による社会変動が大きく影響していると考えられる。寺の寺禄が消滅し、廃仏毀釈で仏教界は沈滞して、眞敬寺の本山の東本願寺まで門を閉めて謹慎するほどだった。もともと渉は仏典以外にも史書や詩歌書、江戸時代の読み本、人情本なども好んで読んでいたと考えらえる。
その証左として、渉の初期の出版活動においては江戸の戯作者たち、仮名垣魯文とも親交を保ち、その魯文をしのぐ人気を博した三世柳亭種彦（本名は高畑瓶四郎、号は藍泉）の作品集『柳亭叢書』を刊行している。
一方で渉は大阪の文芸書の先覚者といわれ、尾崎紅葉、巖谷小波、村上浪六、黒岩涙香など、新しい書き手の著書を世に出した。
『渉氏は京都の公家の流れを汲んだ方と聞いている。そう言えばなるほどとうなずける節がある、商人離れのした人であった。私の知った明治三十年頃は、既に大阪の現西の所で盛んに新しい感覚の出版物を出され当時嵩山堂と共に文芸雑誌、また巖谷小波・浪六・黒岩涙香などの著作を続々発行され新聞広告、目録の配布等、氏の事業全体が新しいその時代に先駆して商号通りの駿馬のような出版振で当時大阪の他の出版屋とは類を異にしていた。』という弘文社の湯川松次郎氏の証言が残っている。
坪内逍遥の日記にも、明治20年の夏、朝日新聞から入社を打診されて来阪した折に駸々堂についての記載がある。「八月三日　雨　朝食後車夫をやとひて心斎橋筋に出、駸々堂の辺りまでゆく。」「八月六日　駸々堂主人手代を遣はして洋酒二壜を送る。」8月8日の夕方には渉が坪内を訪れた。「駸々堂来たりて予を南地に案内せんといふ。予妓流を謝絶したりといふ事と風邪なりといふ事を口実として之を辞ス。」
渉と坪内の間には前年の明治19年、坪内が東京の晩青堂から出した分冊版の『当世書生気質』を洋綴の一冊にまとめて駸々堂から刊行するという縁があった。その後、坪内が読売新聞に連載した『贋金つかひ』『松の内』の出版にもつながっている。

### 宇田川文海との出会い
出版の初期において、渉が当時の関西文壇のベストセラー作家である宇田川文海の知遇を得たことが大きい。

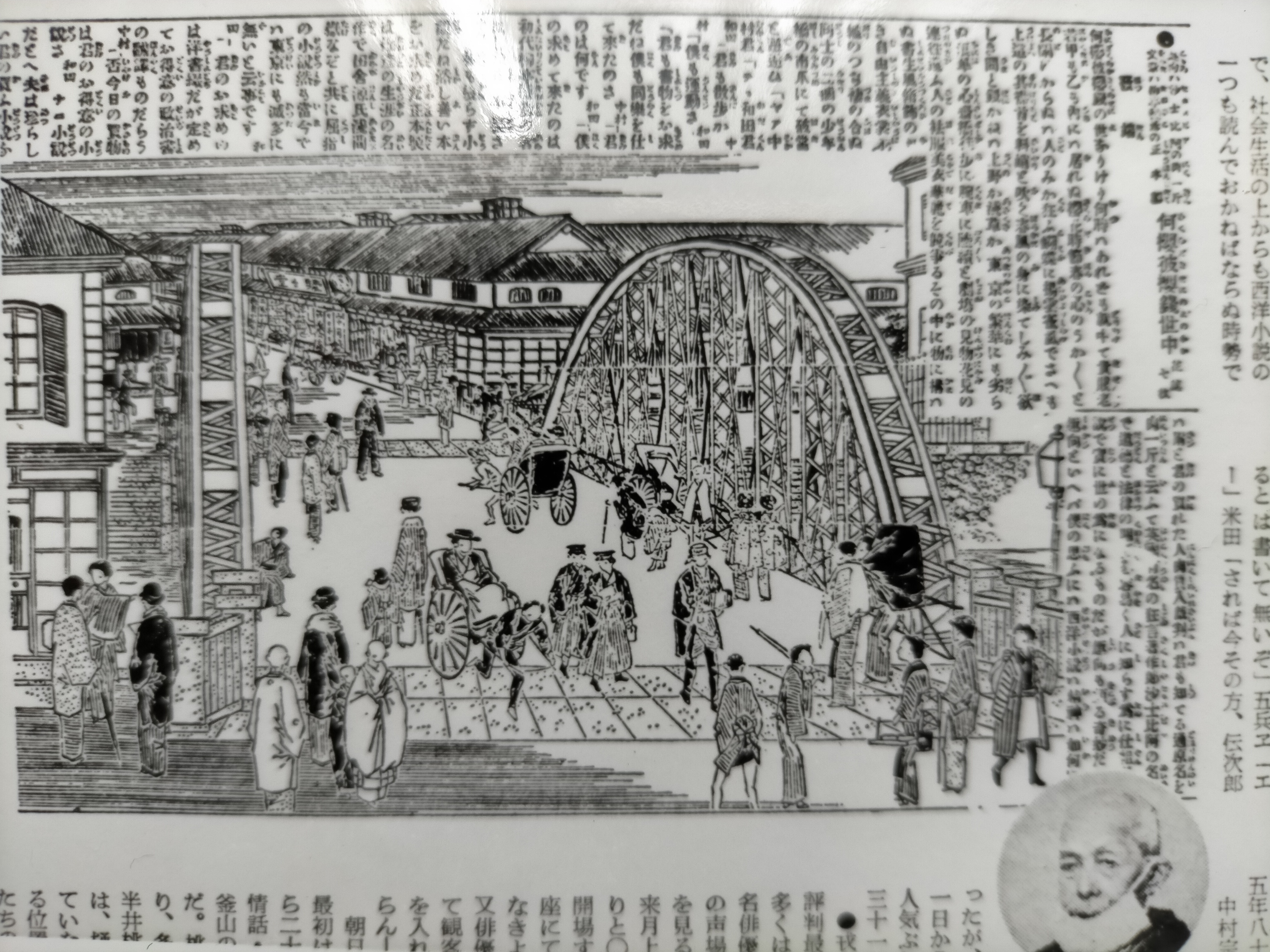
文海の『何桜彼桜銭世中』の挿絵は明治18年頃の心斎橋で「駸々堂」の看板が見える。右下が文海で、幼少時に水戸浪士の襲撃事件に巻き込まれた際、左顎に重症を負い、生涯マスクで傷跡を隠したという。

文海は父母を喪い一家が離散して、駒込の養源寺で小僧生活を経験するなど苦労を重ねた。活版印刷の祖とされる本木昌造の弟子となった次兄の茂中貞次と再会したことを契機に印刷術を学び、秋田県で主筆と印刷の職工長を兼ねて新聞を創刊、のちに大阪では浪華新聞を創刊、朝日新聞に入社して続き読み物の連載が好評を博するなど、文名が高まっていた。
初めての出版物は二人のアイデアで「絵入人情　美也子新誌」という続き読み物を雑誌にしたもので、創刊号には戯作者として著名な仮名垣魯文の序文をもらっている。明治15年4月1日付の朝日新聞には、この雑誌の広告が掲載されている。
この広告の1年前の明治14年に、同じく朝日新聞に「田中駸々堂」の名で広告が出ている。田中はなみの実家の名字である。田中駸々堂の所在地は京都寺町通御池下ル東側、美也子新誌の奥付では下本能寺前町36番戸になっている。店の名義をなみの末弟の田中貞吉にして、僧侶の身でありながら商売をはじめたことに対する波風を避けようとしたようだが、1年ほどで「田中」の名前は消えている。

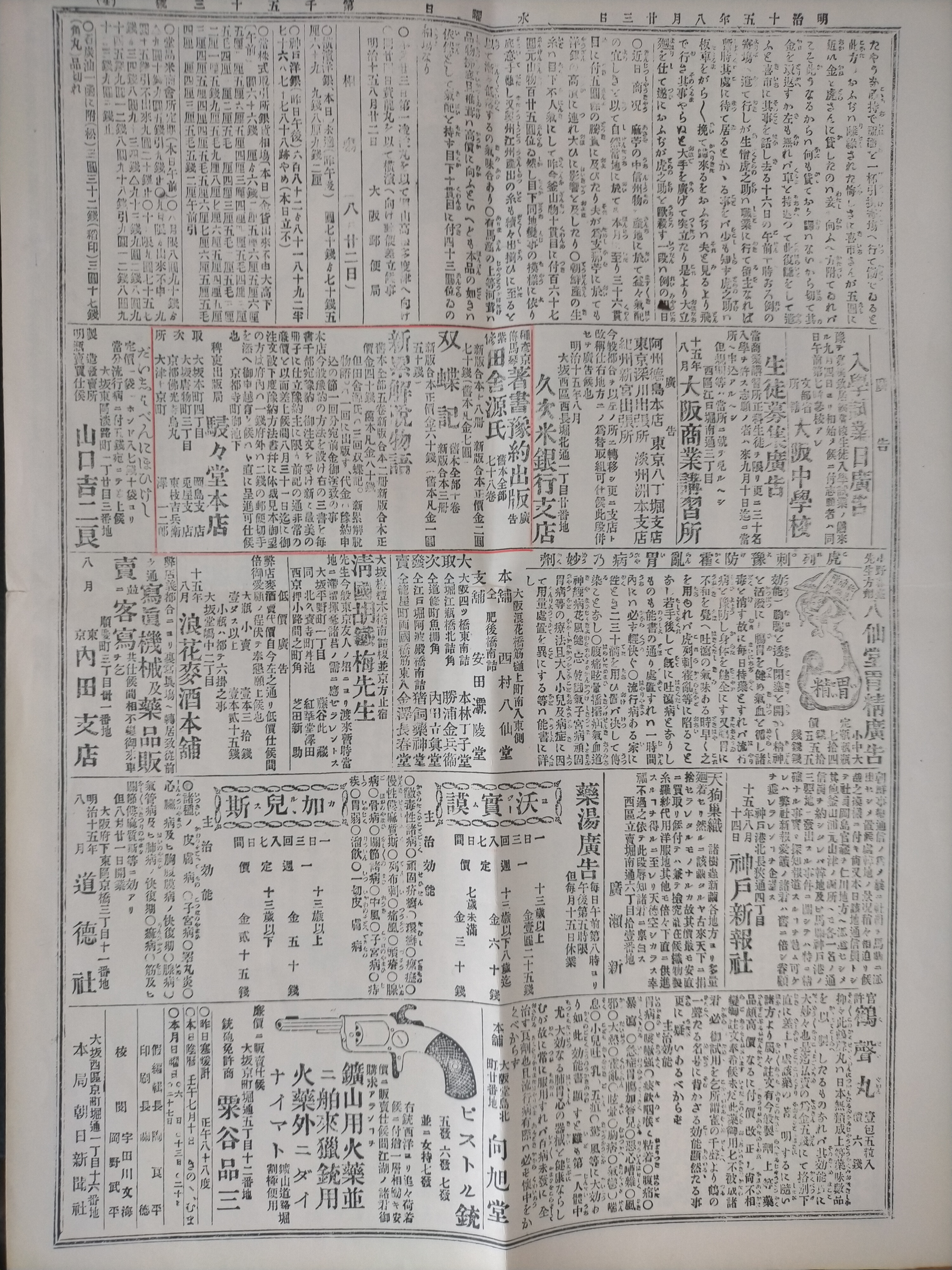
明治15年８月23日（水）の朝日新聞、赤い線の枠内に駸々堂の広告が掲載されている。

創業期の駸々堂の京都時代は短く2年半ほどで、明治17年（1884）には大阪の心斎橋に進出するのである。

### 眞敬寺の継嗣問題
大阪に進出する前に、渉は眞敬寺の継嗣問題の解決をはかった。13世湛了（渉）の後に14世住職を継いだのは大淵法洞（愛知県海西郡出身）で、法洞を眞敬寺の養子に迎えて、渉の実家の並山家から末妹の峯尾を嫁入らせた。渉は明治23年には隠居還俗して俗名の渉に戻り、法洞が眞敬寺大淵家を相続した。眞敬寺の法統はその後も続き、渉の甥にあたる真了、陽一と受け継がれた。
この頃、なみの妹の八代子が離婚し、二人の子を連れて戻ってきた。女の子が後に2代伝次郎と夫婦になるシゲで、男の子は省一郎といった。子どもに恵まれなかった渉となみは八代子の二人の子をひきとり、大阪店の名義人には2歳になった省一郎を立てている。しかし省一郎は大阪店開店の翌年、3歳で亡くなってしまうのであった。

### 大阪の心斎橋に進出
駸々堂の大阪での開業は明治17年2月18日、名義人は大淵省一郎（2歳）で資本金200円と記録されている。店舗の住所は奥付や広告では、「心斎橋北詰15番地」と表示されており、近くの塩町3丁目には大淵家の住居があった。店を出て少し南に行くと長堀川が流れており、その長堀川にかかっていた当時の心斎橋は長さ36メートルの鉄橋であった。
滝沢馬琴が享和2年（1802）に大阪の心斎橋を訪れ、書肆秋田屋の世話になったりしている。案内してくれた友人の田宮盧橘が戯作で家族5人を養っているのを知り、「大坂は書肆の富る地なることこれにてしるべし」という感想を残している。心斎橋筋に書店が発展したのは人通りが多かったのだが、南の道頓堀に面して芝居小屋が立ちならんでいたことも影響していたと考えられる。
大阪の旗揚げとして、宇田川文海から朝日新聞に連載していた「勤王佐幕　巷説二葉松」の単行本化を薦められ、幸先の良いスタートになった。おなじく、明治17年には定期刊行物の「演劇新報」を創刊し、内容は戎座の新作狂言の筋書きで構成されている。
明治20年頃までが駸々堂の草創期で、実用書や啓蒙書を多く出している。徴兵令、地租条令といった法律の解説書、英語の通信講座風の雑誌、速記術の本、占いの本、西洋服の裁縫、編み物の本、お漬物や西洋料理の本なども出している。
明治22年に創刊された「百千鳥」（ももちどり）は小説、講談、人情談話などを集めた文芸雑誌で、当時画期的な手法とされた速記術を適用したものであった。宇田川文海や尾崎紅葉も寄稿しており、広告文では1万部を刷ったという記述も残っている。大阪の庶民は講談や落語を歓迎する素地があったため、「百千鳥」は2年4カ月ほど安定して刊行することができた。

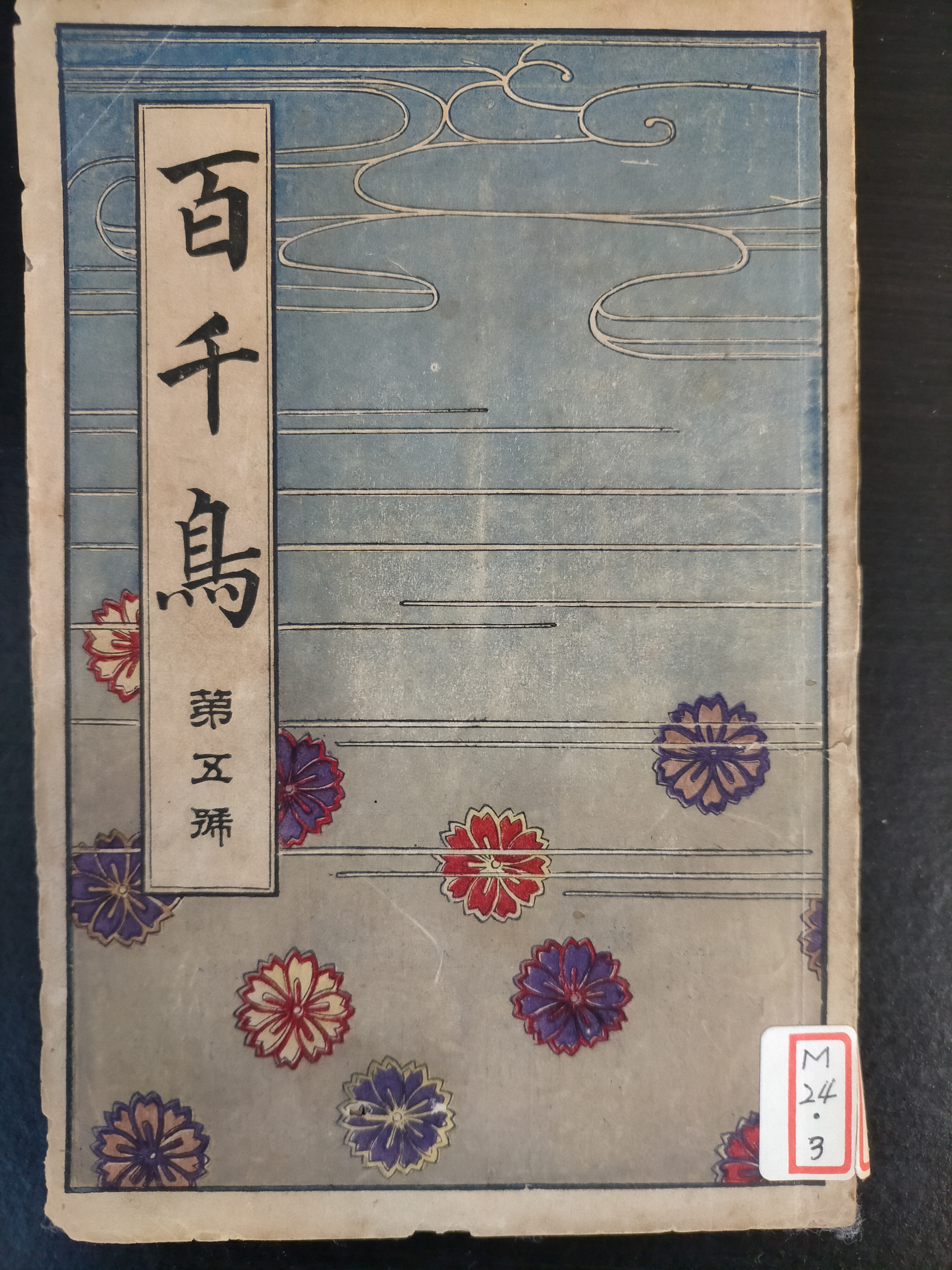
百千鳥の第５号

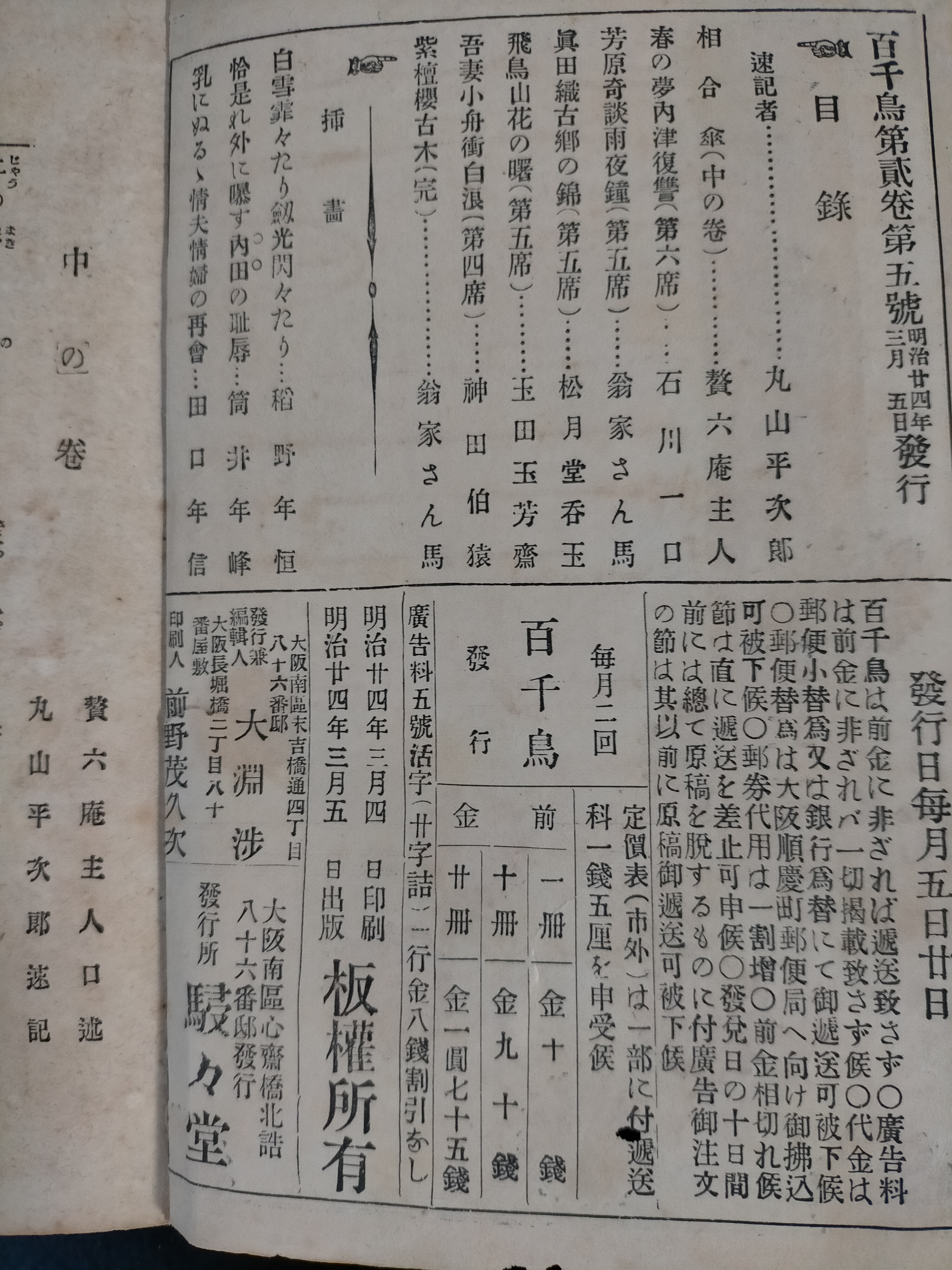
百千鳥の奥付に該当する部分。発行兼編輯人として大淵渉の名前が掲載されている。

### 兎屋との安売合戦
大阪進出2年目で特筆すべき事件は、兎屋との書籍安売り合戦である。兎屋は東京の南鍋町が本店で店主の望月誠は粗製本の大安売りでのし上がり、大阪には駸々堂より早く進出していた。兎屋の大阪支店は、駸々堂の心斎橋店から300メートルと離れていない順慶町3丁目にあった。当時は松方デフレの不景気で、書籍の値段を4割引きで提供する新聞広告を渉が打つと、兎屋もさらに値引きした広告を出すなど、安売合戦の状況が以後2年間にわたって生まれたのだ。後には、駸々堂とは心斎橋をはさんで反対側の南詰西側の東京屋（東京鶴声社の支店でもとは卸売り専業だったが小売りを兼ねるようになった）まで安売りに参戦した。
広告を掲載した朝日新聞側がそれとなく自粛を要請したるする中、明治20年には兎屋の本店が9月1日に東京の読売新聞に書籍店廃業（実際は太物店への転業）を発表したこともあり、支店の方もすっかり下火になって収束を迎えた。

### 新文学の開拓
尾崎紅葉が結成した文学結社、硯友社に属した江見水蔭（えみすいいん）の『自己中心明治文壇史』の明治22年に次のような記述がある。
『岡山に帰っていると、既に帰郷した小波からの手紙で、「尾崎が大阪の駸々堂の出版顧問に成る筈で──それは坪内先生の紹介で──今彼の地に行っているから、逢って能く相談して見たら好かろう」とあった。それで自分は徒歩で播州めぐりをして、姫路から汽車に乗って、大阪に行き、心斎橋筋の駸々堂を訪ねると、都合よく尾崎が大学生服で、店先に主人と対談していた。まァ僕の宿へ来給へと有って、築地の何とかいふ素人下宿見たような宿屋に連れて行った。一身上の相談と云っても簡単なので「駸々堂でも今度新文学の出版をやるので、新著百種のような物を出す筈だから」と兎に角田舎にいるよりは、上京した方が好かろうと成った。』
「店先の主人」とは渉のことだ。『新著百種』は吉岡書店から明治22年に刊行された文芸雑誌で、水蔭も「当時の文壇登竜門は、何んと云っても「新著百種」であった。自分としては何とかして一篇を受持ちたかった」と述べている。この『新著百種』に紅葉は『二人比丘尼色懺悔』を掲載して話題になっていた。紅葉は駸々堂から『風流京人形』『紅子戯語』『南無阿弥陀仏』を刊行することになる。

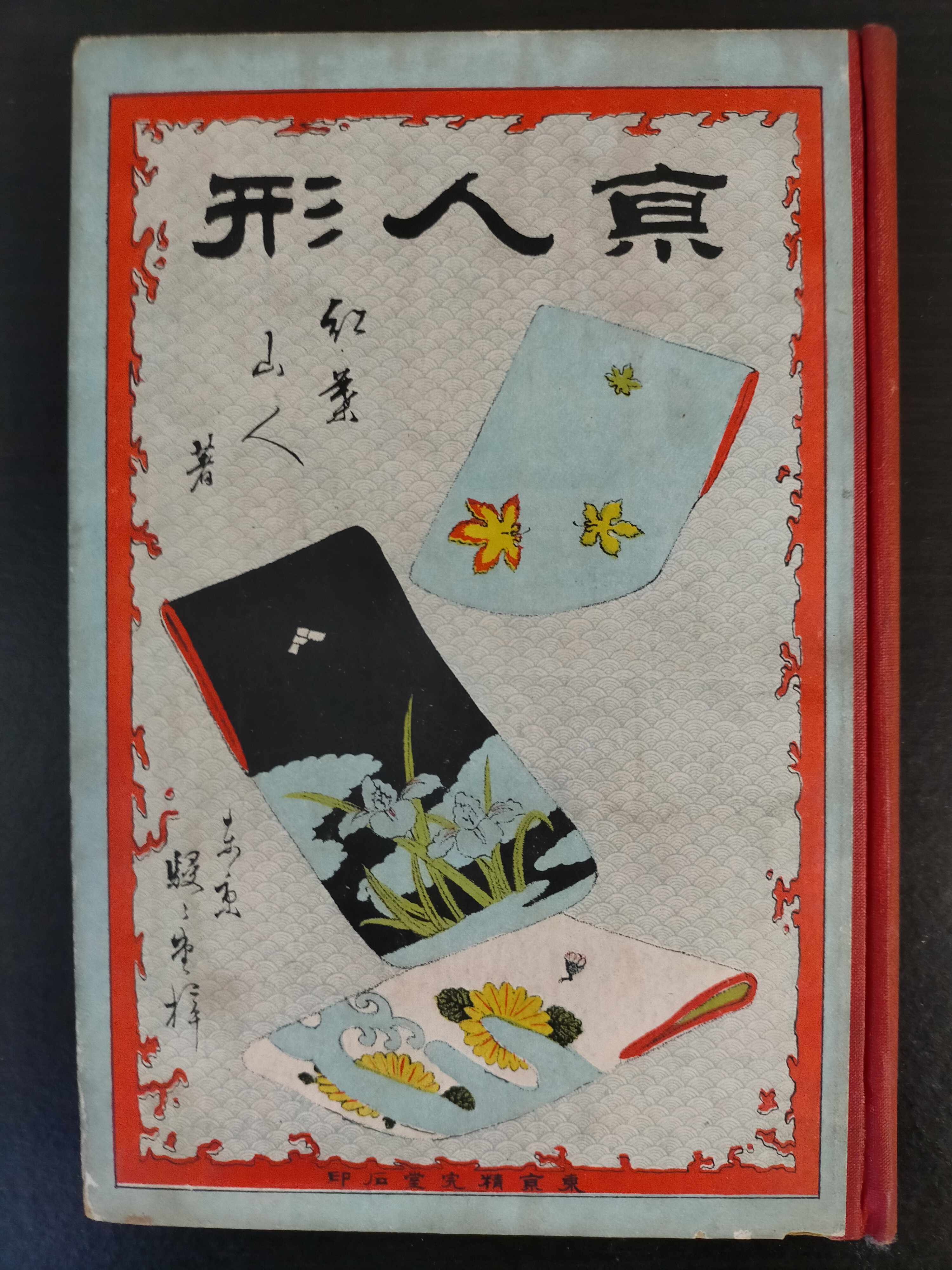
尾崎紅葉の『風流京人形』の原稿料は５円で、版権は駸々堂に残っていたという。

明治22年の8月、大阪と新橋間の東海道線が全通した。紅葉はこの東海道線を使って来阪したのだった。慶應3年（1867）生まれの紅葉山人尾崎徳太郎は当時、帝国大学法科に在籍する23歳の青年で、渉より13歳年下である。渉は坪内を自宅に招き、紅葉をはじめとする硯友社のメンバーも呼んで新文学の作品を求めていることを伝えたのであろう。
一説には紅葉と親しかった巌谷小波が仲介したともいわれている。なみの実家は近江の膳所藩の藩士、小波の実家も同じく近江の水口藩で藩医を務める家だった。同郷であったのと、小波は京都の日出新聞の記者として3年間京都にいたので、なみとは姉弟のように親しかったとされる。
新文学の旗手たちと渉が仕事ができたのは、坪内との出会いが大きい。嵯峨の屋おむろ（矢崎鎮四郎）は外国語学校の露語科で知り合った二葉亭四迷（長谷川辰之助）の奨めで坪内の門をくぐって、書生になった。矢崎の処女作『浮世人情　守銭奴之肚（しまりみせのはら）』（万屋）、『ひとよぎり』（金港堂）に続く第3作『無味気（あじけなし）』が明治21年に駸々堂から刊行されたのも、坪内の仲介によるものである。
渉は明治22年9月に『新著叢詞』、10月に『小説無尽蔵』と『花紅葉』という文芸雑誌を次々に創刊している。『新著叢詞』には紅葉、岡野半牧、水蔭、『小説無尽蔵』には西村天因（大阪朝日の編集局員で浪速文学会を主宰する）や本吉欠伸（『平民新聞』を発行した堺利彦の兄）、『花紅葉』には半井桃水、文海、渡辺霞亭などの作品が掲載された。

### 「探偵小説」シリーズの刊行
明治25年に『萬朝報』という日刊新聞を創刊したことで有名な黒岩涙香（周六）は、推理小説という新しい分野の開拓者であった。明治20年、『今日新聞』に『法廷の美人』『人耶鬼耶』を発表、欧米の政治小説の翻訳などが盛んであったが、涙香は人名や地名を日本名にするなどして原作を大胆にアレンジすることで、謎解きが楽しめる推理小説として人気を博した。
東京の春陽堂が明治26年には「探偵小説」シリーズの刊行を開始し、渉も半年遅れで「探偵小説」シリーズを世に出した。第一集『薄皮美人』、第二集『鬼美人』、第三集『かたき討』と続き、明治35年までシリーズは51冊になった。明治31年からは「探偵文庫」という新しいシリーズを立ち上げ、4年間で20編を刊行した。

### 民法解説書のヒット
渉が明治31年に刊行した『改正　戸籍法註解』『改正　日本民法正解』は、法律の解説書として異例のヒットになった。著者（民法では校閲）の弁護士、乾吉次郎と渉が知り合った経緯については「杉浦重剛翁の門下生である朝日新聞の川波氏から紹介された」という記録がある。この川波とは朝日新聞で後に京都通信部長になった川那辺貞太郎である。ちなみに杉浦重剛は、迪宮裕仁親王（後の昭和天皇）の御進講役を務めた教育者としても著名な人物で、朝日新聞で社説を担当していた時期があった。
渉の妻なみは、この川那辺とは旧知の間柄であった。なみの父は膳所藩の剣術指南役で、川那辺も膳所藩出身で父親の弘記は御者頭席御小納戸役だった。杉浦の父も膳所藩の藩校（遵義堂）の頭取を勤めており、その縁で川那辺は維新後、杉浦の塾に入って塾頭となった。膳所藩のご縁がつながり、朝日新聞に入社した川那辺はよく駸々堂に立ち寄って、大阪朝日の優秀な人材を渉に紹介していたという。

### 鉄道の売店と『旅行案内』
東海道線が全通する2年前の明治20年10月、駸々堂は駅構内に売店を開いている。大阪梅田、京都七条、大津、神戸、三ノ宮の５箇所である。もともと別の人物が前年の8月に店を出しており、明治21年4月に大淵なみの名義で正式に権利を買い取って鉄道局から承認も得られた。ただ大津、神戸、三ノ宮は採算が合わなかったようで、数か月で撤退している。
明治22年8月3日付の大淵なみ名義で鉄道局に対して、時刻表と運賃を印刷した扇子の販売許可を求める文書が出されている。斬新な着想といえるだろう。駸々堂が時刻表や運賃表を収録した『鉄道航海　旅行案内』（後に航海を航路と変更）を創刊したのは明治31年、折込の鉄道路線図がついていた。同年10月7日に朝日新聞に掲載された広告文の一部は「…而して鉄道線路は日に月に駸々として敷設せられ、今や全国に縦横せり」とある。
時刻表は東京京橋の庚寅新誌社が『汽車汽船　旅行案内』で先鞭をつけて成功し、後に博文館なども参入して競争が激化したようだ。駸々堂の『鉄道航路　旅行案内』は太平洋戦争の直前まで刊行されたロングセラーとなった。

### 第5回内国勧業博覧会
明治36年3月1日から７月31日までの153日間、大阪で第5回内国勧業博覧会が開催された。同年4月20日には明治天皇の行幸を仰ぎ、梅田駅から肥後橋、信濃橋、そして駸々堂のある心斎橋通りまで明治天皇の御馬車が通ったのであった。
渉は博覧会の案内記製作について、住友吉左衛門を会長とする内国博覧協賛会から相談を受けた。こうして案内書『大阪と博覧会』が発行者が内国博覧協賛会、製本販売所として駸々堂、松村文海堂（心斎橋一丁目）、石塚松雲堂（安土町４丁目）の三店が選ばれて刊行された。大阪の旅館や交通、博覧会の略史や出品館の説明等で構成されている。
この他に駸々堂は日刊の「場内日報」を発行した。「大阪毎日」が最新式の輪転機を展示していたが、この輪転機の威力を示すものとして渉が「場内日報」のアイデアを出したとされる。

### 『日露戦争実記』と東京支店
明治37年（1904）2月10日、日本はロシアに宣戦布告して日露戦争の火ぶたが切られた。宣戦布告の翌日の大阪朝日新聞には、駸々堂の『日露戦争新地図』と博文館の『日露戦争実記』の広告が早くも掲載されている。『日露戦争記』（金港堂）、『日露交戦録』（春陽堂）、『日露戦報』（冨山房）、『正露戦報』（実業之日本社）などが続々と刊行され（月２回、もしくは3回の刊行）たところを見ると、前年から各社とも準備していたのであろう。
渉は2月15日に『日露戦争実記』第一編を月2回刊行し、毎編6版7版と重版するほど好評だったようだ。3月には月2回刊で『講談日露戦争実記』を、さらに「戦争お伽噺」シリーズを刊行するなど、読者の欲求を満たす出版物を立て続けに出している。
『実記』の発行所には心斎橋の本店と並んで、東京市神田区通新石町六番地（現在の千代田区神田須田町）が支店として記載されている。東京支店の責任者は村松 章で、なみの妹である八代子が最初の結婚で離婚した後、元尼崎藩の剣術指南役であった村松秀致（ひでむね）と再婚して産んだ長男である。軍人であったが体が丈夫でなく、駸々堂に入店したようである。

### 渉の死
日露戦争の前後、渉の身辺には不幸が重なっていた。明治36年には実母の三千枝が亡くなり、明治37年には養女のシゲ（なみの妹の八代子の初婚時の子）が25歳の若さで亡くなってしまう。
シゲは後に駸々堂2代店主になる炭谷伝次郎と明治31年に結婚していた。伝次郎は24歳、シゲは19歳で結婚の翌年に長女のナオ（後に駸々堂3代店主となる上田善吉と結婚する）が生まれている。シゲは生来、体が弱かったようである。
明治40年5月12日、渉は生涯を閉じた。14日付の大阪朝日新聞には、渉の死亡広告が掲載されている。
```
　堂主　大渕渉　儀病気ノ処養生不相叶。昨十二日午後九時死去致候。此段生前辱知諸賢二謹告候也。

　追而今十四日午前十一時、塩町丼池東へ入居宅出棺、岩崎墓地へ葬送致候。乍勝手供花放鳥等は辞退申上候。

　　　　五月十四日

　　　　　　　　　　　　　　　　　　　　　　　　大阪心斎橋北詰

　　　　　　　　　　　　　　　　　　　　　　　　　　　　駸々堂

　　　　　　　　　　　　　　　　　　　　　　　　　　　　　　妻　　大渕　　浪

　　　　　　　　　　　　　　　　　　　　　　　　　　　　　　養男　炭谷伝次郎

```

京都の寺に生まれ、15歳で明治維新を経験、許嫁の死を経て士族の娘と結婚。出版を志して28歳で駸々堂を創業、京都の寺町から大阪の心斎橋に進出した。江戸の戯作者から明治の新文学の書き手たちと交流し、世の中の流れを俊敏に掴んで実用書や時事的な雑誌、書籍もいち早く刊行した異才の出版人は享年54で人生の幕を下ろしたのであった。

### 2代店主 大淵伝次郎
駸々堂2代店主となる炭谷伝次郎は徳島の人だった。実家は「浦島」という屋号でうどん屋を営み、明治16年の徳島の長者番付には「浦島」が入っていることから繁盛した有名店だったと考えられる。

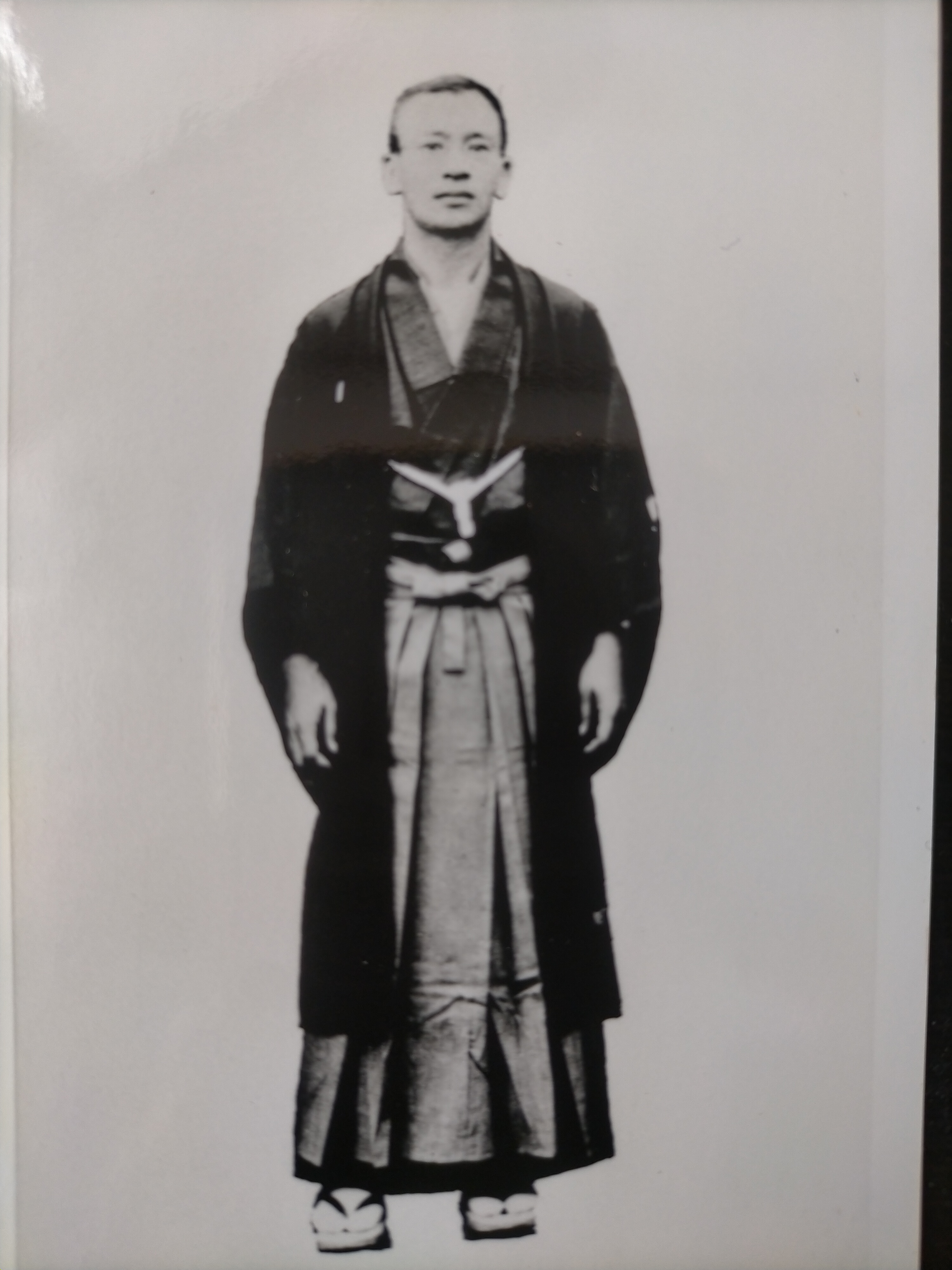
駸々堂２代店主　大淵伝次郎は徳島出身だった

浦島の主人、炭谷卯兵衛は天保14年（1843）生まれ、妻のかうは安政2年（1855）生まれ、伝次郎は二人の次男として明治8年12月22日に名東郡徳島籠屋町96番屋敷に生まれている。
伝次郎には二人の義兄がいた。卯兵衛がかうと結婚する前に養子にした国太郎（明治3年生まれ）、かうは再縁だったようで初婚時の連れ子の栄吉（明治5年生まれ）である。
伝次郎の駸々堂入店は明治21年頃（年齢で14歳頃）と想定されている。本来であれば渉が亡くなってすぐ、伝次郎が大淵家を継ぐはずが、炭谷家の長男が理由は定かではないが廃嫡されたために、炭谷姓を捨てられない状態が続いた。そのため、家督は伝次郎の娘ナオが相続し、出版業務上の代表者には後見人のなみが立って、出版物の名義もなみとされた。
この歪みを解消するため、伝次郎は弟の精二を養子にして炭谷の家督を継がせた。それが大正7年8月3日、4日後にナオが隠居届を出して名実とも大淵伝次郎が誕生した。しかし伝次郎は翌年の大正8年9月21日享年45で亡くなるので、わずか1年と少ししか「大淵伝次郎」は存在しなかったことになる。
徳島生まれの伝次郎が駸々堂に入店するに至る経緯については、渉が明治19年の春、ちょうど兎屋との安売り合戦の最中、徳島の西新町3丁目に支店を設けたことが端緒と考えられる。その支店は伝次郎の実家 浦島からおよそ600メートルほど西にあたり、そこに炭谷家の持ち家もあった。支店が炭谷家の持ち家に置かれたかまではわからないが、渉も当然足を運んで伝次郎の父 卯兵衛と将来を含めて話し合いを持ったと思われる。もともと徳島と大阪との間には、阿波の娘が行儀作法の見習いのため、大阪の商家に女中奉公に上がるような交流があった。伝次郎の娘ナオが父（伝次郎）が駸々堂に奉公するにあたり、衣装箪笥を持参して女中も1人連れてきたと証言していることから、伝次郎の場合は当初から別格の扱いだったのであろう。
渉の存命中も伝次郎はよく働き、明治31年に渉が刊行した『旅行案内』の編集を任され、文芸誌の『小柴舟』や『文芸』の編集も担当している。

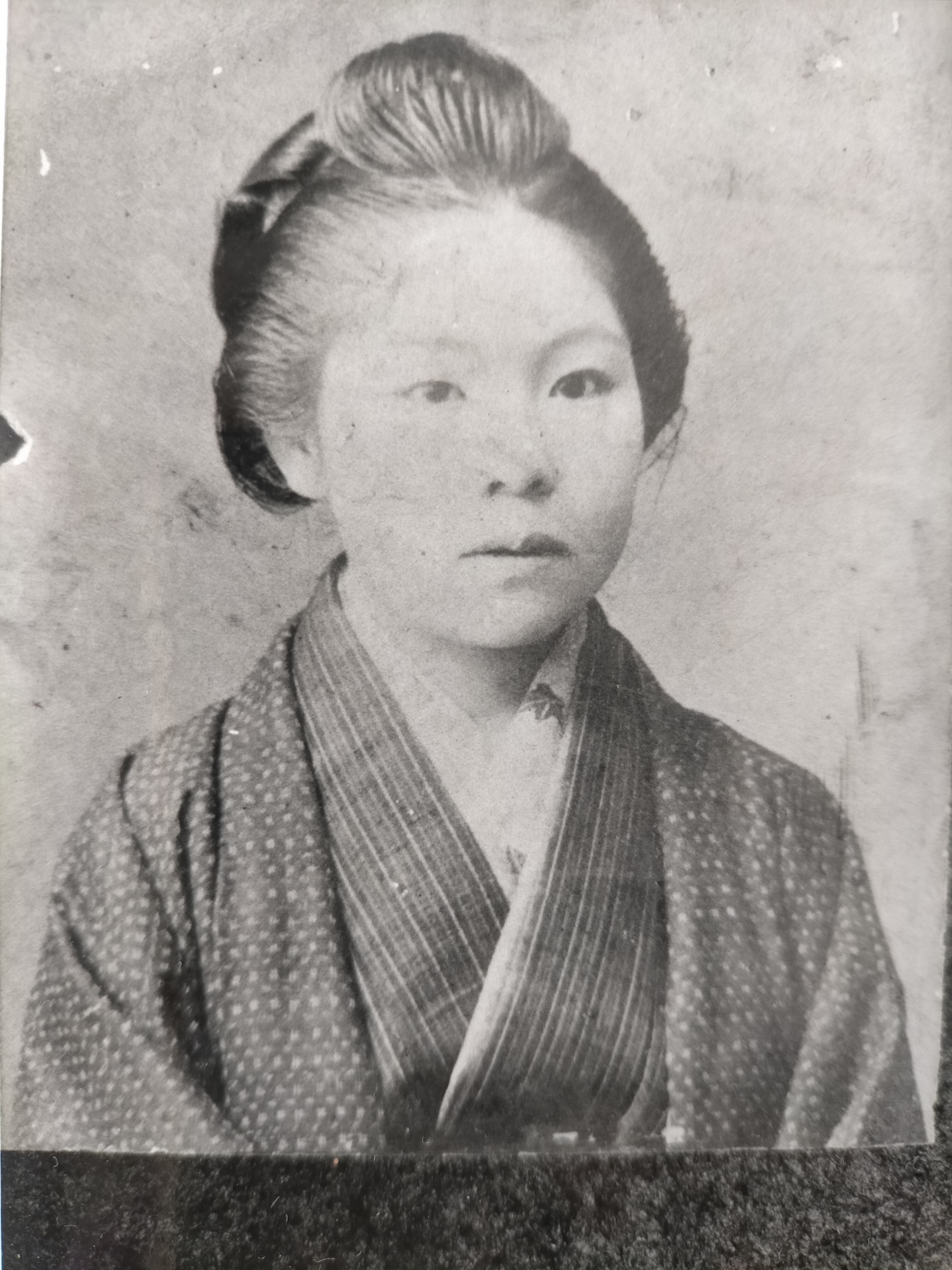
２代夫人大淵シゲは、なみの妹八重子の娘であった

渉となみは養女のシゲの結婚相手として、伝次郎を選んだのだ。明治31年に二人は結婚し、翌年に長女ナオが生まれた。しかしシゲは体調を崩し、明治34年頃から大阪を離れて京都に転地療養をするようになる。明治37年、なみの姉 悦子の嫁ぎ先であった京都の鳴滝の了徳寺で亡くなってしまう。享年25、娘のナオはまだ6歳だった。
幼いナオには新しい母親が必要で、駸々堂の次代当主が独りというわけにもいかないことから、なみは伝次郎に再婚をすすめたようである。
明治39年、伝次郎は渉の生家である正賢寺並山家を継いだ渉の兄、覚了の娘イトと再婚する。渉はその前年あたりから体調を崩していたようで、イトは渉の世話のために大淵家に来ていたようだ。その年の間に、伝次郎とイトの間に次女のミチが生まれ、翌年渉は亡くなるのである。

### 浪曲の速記本のヒット
渉の仕事を継いだ伝次郎が手がけた浪曲（浪花節）の速記本『大和桜義士の面影』は、第一編が明治43年９月に刊行されて、たちまちベストセラーとなる。
三味線を伴奏とする話芸の浪曲は、明治30年代の末頃には落語や講談を凌ぐ寄席演芸のトップの座を占めていた。明治40年には桃中軒雲右衛門が東京の本郷座で「武士道鼓吹浪花節」の看板を出し、1か月の間満員のロングランとなるほどの大ブームが起きた。大阪の出版界もこのブームに反応して、雲右衛門の口演の速記本が又間精華堂から刊行された。
伝次郎は、この雲右衛門と人気を二分していた上方（大和下市）出身の二代目吉田奈良丸（本名 広橋広吉　明治13年生まれ）に注目した。浪曲速記本を手掛けていた偉業館と欽英堂と一緒に奈良丸の講演会「加奈栄会」を立ち上げ、三社の合板で奈良丸の義士伝を出版する運びとなった。ちなみに奈良丸は東京の有楽座でも出演、彼のファンだった伯爵 土方久元（農商務大臣、宮内大臣、国学院大学長などを歴任）の後押しで華族会館でも浪曲を披露した。
この奈良丸が天満の國光座で口演したものを、速記界の第一人者 丸山平次郎の速記により『大和桜義士の面影』が刊行され、寄席の平場だけで500冊を売り切るほどの人気を博し、第二編、第三編と続いたのだった。
渉は講談速記の『百千鳥』でヒットを出したが、伝次郎も浪曲速記で先代に倣ったといえよう。

### 「大正文庫」がロングセラーに
講談本の文庫化というアイデアがヒットし、大正時代の出版史にその名を刻んだ「立川文庫」は明治44年10月『一休禪師』を第一巻として発刊された。版元は立川熊次郎の文明堂（大阪）で、松本清張は『随筆黒い手帳』で大人の小説の面白さを教えてくれたのは立川文庫だったと記している。講談師の二代目玉田玉秀斎、義理の息子の山田阿鉄（『猿飛佐助』の著者で、立川文庫の執筆陣の中心となる）らが温めたアイデアが、空前の大ブームを産んだのである。
玉秀斎は駸々堂にも立川文庫の企画を売り込んだようだが、伝次郎は受けなかった。その理由は、伝次郎が「大正文庫」の企画に着手しつつあったからである。
大正文庫の刊行の趣旨は次のように綴られている。
名けて大正文庫と云ふは畢竟大正の聖代に生まれたるを以てなり、其蔵むる処は時代を論ぜず種別を問はず凡そ世上に面白しと云ひ趣味ありと唱ふるものは追次刊行して余すなからんとするは本書の趣旨なり、故に稀代の豪傑談もあるべし、一読頤を解かしむべき滑稽珍談もあるべし、洒落なる茶話もあるべし、沈痛惨憺たる悲劇もあらん、只だ夫れ見る人の好む処によって選択され、愛読あらんことを希ふ。
立川文庫に遅れること1年半余り、大正文庫は大正2年に第一冊『一休禪師』が刊行された。大正文庫は「駸々堂編纂部編」として著者名を記していないが、山田阿鉄を中心とした立川文庫の執筆陣も作品を提供していたようだ。さらには尾崎紅葉、菊池幽芳、渡辺霞亭、江見水陰、本吉欠伸などの作品も収録し、刊行点数は100点にまで達した。
『乃木大将言行録』『水戸黄門　東海道漫遊記』『忠勇　木村長門守』『豪傑　犬塚信乃』『赤穂義士銘々伝』『宮本武蔵旅日記』『猿飛佐助漫遊記』『西郷隆盛』などのタイトルが刊行されている。
「手軽くて趣味ある大正文庫」「大正文庫は汽車汽船のお友だち」というのがキャッチフレーズで、駸々堂は駅構内の売店を持っていたため、コンパクトな大正文庫は有利だったと考えらえる。最終巻は大正15年5月、伝次郎の次の店主3代善吉まで続いているので、ロングセラーと言えるであろう。

### 学習参考書への参入
学習参考書は駸々堂の重要な出版ジャンルの柱となるが、その先鞭をつけたのは伝次郎であった。
明治5年に学校制度が頒布され、明治19年改正の小学校令で初等教育が義務付けられた。就学率が急速に伸びて、大正初年には99パーセントを超えたという。明治40年の改正で修行年数が4年から6年に延長されると小学校の児童数も急増し、学習参考書の需要はますます高まった。
大正4年2月、伝次郎は『大正学生自習辞典』という漢和辞典を刊行する。著者は小野康治で岡山県の高梁町（現 高梁市）の高梁高等尋常高等小学校の訓導であった。明治19年生まれの小野の実家は藍染を家業として、村の名主を勤めるほどであった。しかし藍玉を積んだ船の遭難で家業が傾くも、岡山師範学校に学んで教員の道に進み、20年以上の教員生活のあとに技芸女学校（後の金岡学園）を設立、岡山県の教育界の重鎮となった人物だった。
小野の『大正学生自習辞典』は自学自習の精神を助長するという時代の精神とも適合して、「空前の讃辞を以て白熱的歓迎を受け、幾多の類書を圧倒して……重版重版又重版」（広告文）とヒットになり、大正8年11月までに計28版まで伸びた。
小野はそのあと『模範学生新自習辞典』『学生予習辞典』『学生漢和豆辞典』を手掛け、伝次郎と組んだ最後の作品が大正8年3月に刊行された『大正国語新辞典』だった。その半年後に伝次郎は亡くなるのである。享年45だった。

### 伝次郎の死
伝次郎は信心深い一面があったようで、「田辺のお不動さん」として知られる南田辺の法楽寺の不動尊への月詣りを欠かさなかった。法楽寺は治承2年（1178）に平重盛が創建したと伝わり、なみも信仰を寄せていた。大淵家の住居の塩町から片道で約5キロに位置する。
24歳で主家の娘シゲと結婚するも、6年後に娘のナオを残してシゲは亡くなる。4歳年上のイト（渉の兄の娘）と再婚して次女のミチが生まれるが、7年後に協議離婚。イトはミチ（後に歯科技工士の竹原と結婚）を連れて京都の並山の実家に戻ってしまう。
実家の炭谷家は大正に入ると家運が傾いて浦島を閉じ、老父も亡くなってしまう。大勢いた炭谷一族の弟妹の中には、大阪で活躍する伝次郎にたかる輩もいた。伝次郎は家庭的にはあまり恵まれなかったと言えるであろう。
創業者である渉の多方面の出版活動を引き継ぎつつ、大正文庫や学習参考書といった新しい柱を打ち立て、次代へのバトンを繋いだ短い一生であった。
大正8年9月23日の大阪朝日新聞に、伝次郎の死亡広告が出た。その広告に駸々堂書店の嗣子として3代店主となる「大渕善吉」の名が掲載されている。

### 3代店主　大淵善吉

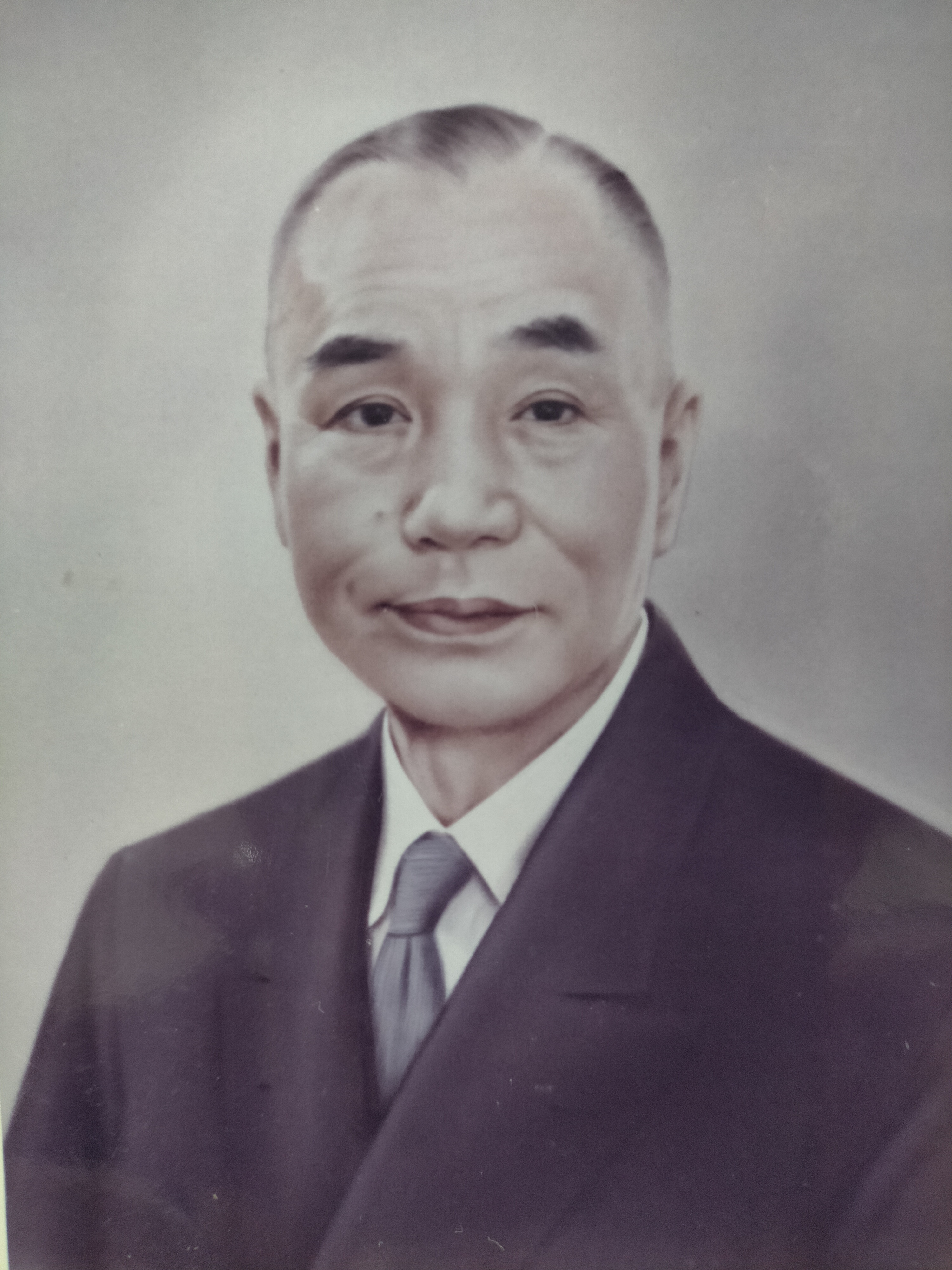
駸々堂３代店主大淵善吉は、故郷の小学校や神社に寄付を絶やさなかった。

駸々堂3代店主となる上田善吉は奈良の人だった。生家は奈良県磯城郡川東村笠形（現 田原本町笠形）三百八番地で、溜池が多く設けられた奈良盆地の中の静かな集落。上田家は笠形でも屈指の大農家で、明治25年7月15日、善吉は当主の由松と妻いよの間に三男として生まれた。長男の幸三郎は師範学校に入って教師の道へ、四男の由太郎も奈良師範学校を出て東京帝国大学農学部の付属農業教員養成所に入り教職に携わった（由太郎は後年、駸々堂心斎橋店の支配人格として入店する）。実家の農業を継いだのは次男の久三郎で、善吉も向学心に燃えて、奈良県立の旧制畝傍中学校（現 畝傍高校）に進学する。
上田善吉が駸々堂に丁稚として入店したのは明治41年のことで、初代の渉が亡くなった翌年に当たる。笠形の人の親戚で、当時駸々堂に出入りしていた印刷所の八十島米次郎に頼んで入店が決まったようである。上田家の菩提寺教安寺に、善吉は昭和4年に高さ1メートル余りの石地蔵を建立している。毎年、帰省して地蔵供養の会を催したことから、故郷を大切にしていたと言えよう。善吉は陰日向なくよく働き、温厚で仲間との諍いもなかったと伝わる。
入店して5年目の明治45年、満20歳のときに徴兵検査があって奈良の三八連隊に入隊、兵長で下士官の伍長となった。2代店主の伝次郎が後妻のイトと離婚したのが大正2年、京都の並山家に戻ったイトを軍服姿の善吉が慰めに来たことをミチが記憶している。そうした気くばりをする人だった。

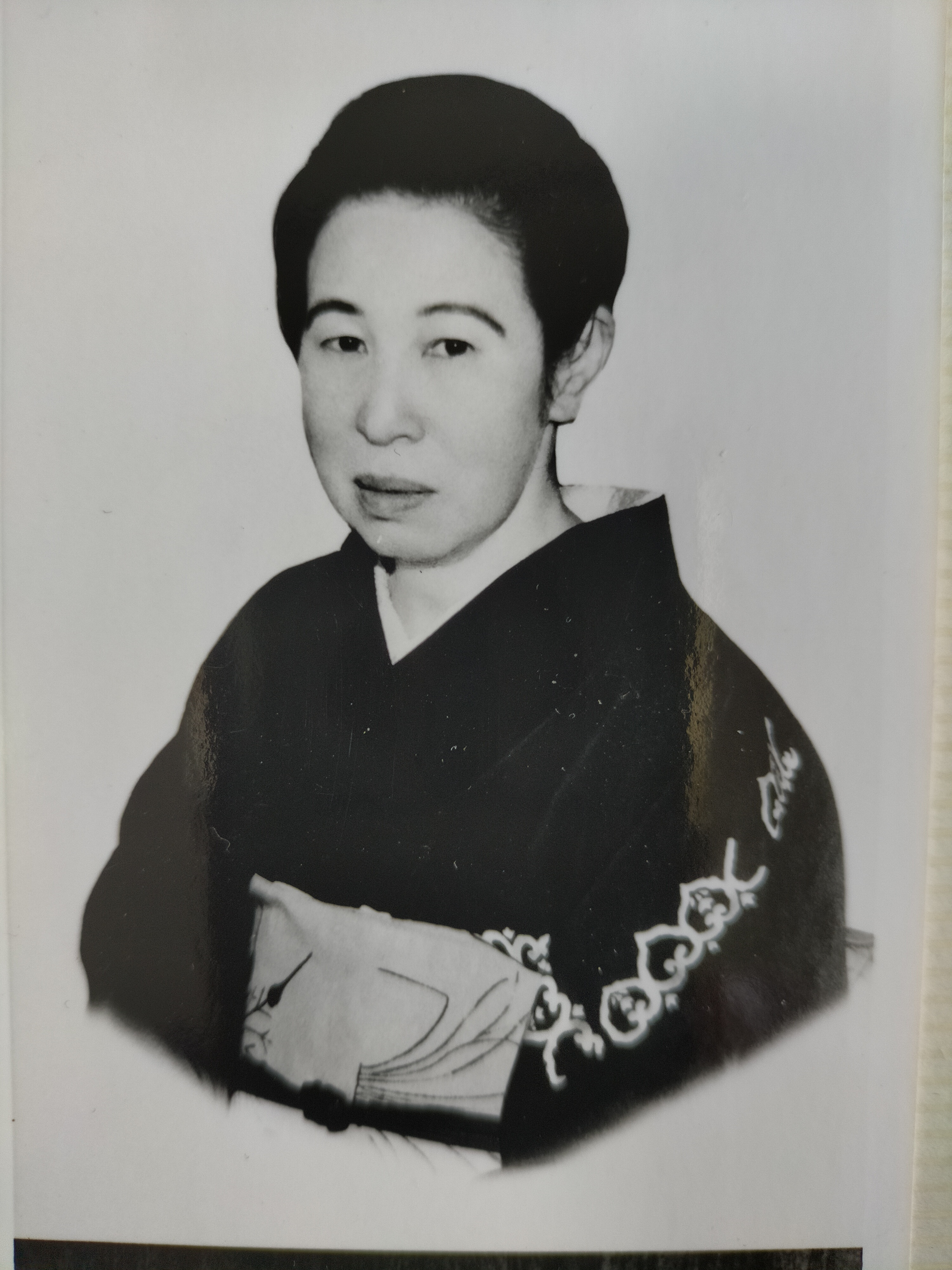
３代店主夫人ナオは、父伝次郎の徳島の生家を幼少の頃何度か訪れている。

3年の兵役を終えた善吉が駸々堂に戻った翌年ころから、伝次郎は身体に不調を感じていた。視力が落ちて、糖尿病を患っていたようである。渉の妻なみは、医師から後継者を早く決めるように言われた。伝次郎とシゲの間に生まれたナオの婿養子として、なみは善吉を選んだのであった。善吉とナオの挙式は大正7年9月。翌大正8年9月、善吉は渉、伝次郎に続く駸々堂3代店主に就任した。

### 『旅行案内』部の独立と清水町の邸宅
明治31年、渉が創刊した月刊の時刻表誌『鉄道航海　旅行案内』の専門部署として、駸々堂の営業部門の中に旅行案内部が新設された。シゲと結婚した伝次郎は、この新雑誌の編集に汗を流した。鉄道路線の延長や列車の増発のため、各社がしのぎを削った時刻表はページがどんどん増えて分厚くなっていく。そこで駸々堂は大正4年に、サイズを小さくして持ち運びしやすい『ポケット旅行案内』を刊行した。この『ポケット旅行案内』の編集には、まだ上田姓の善吉も編集に携わっている。

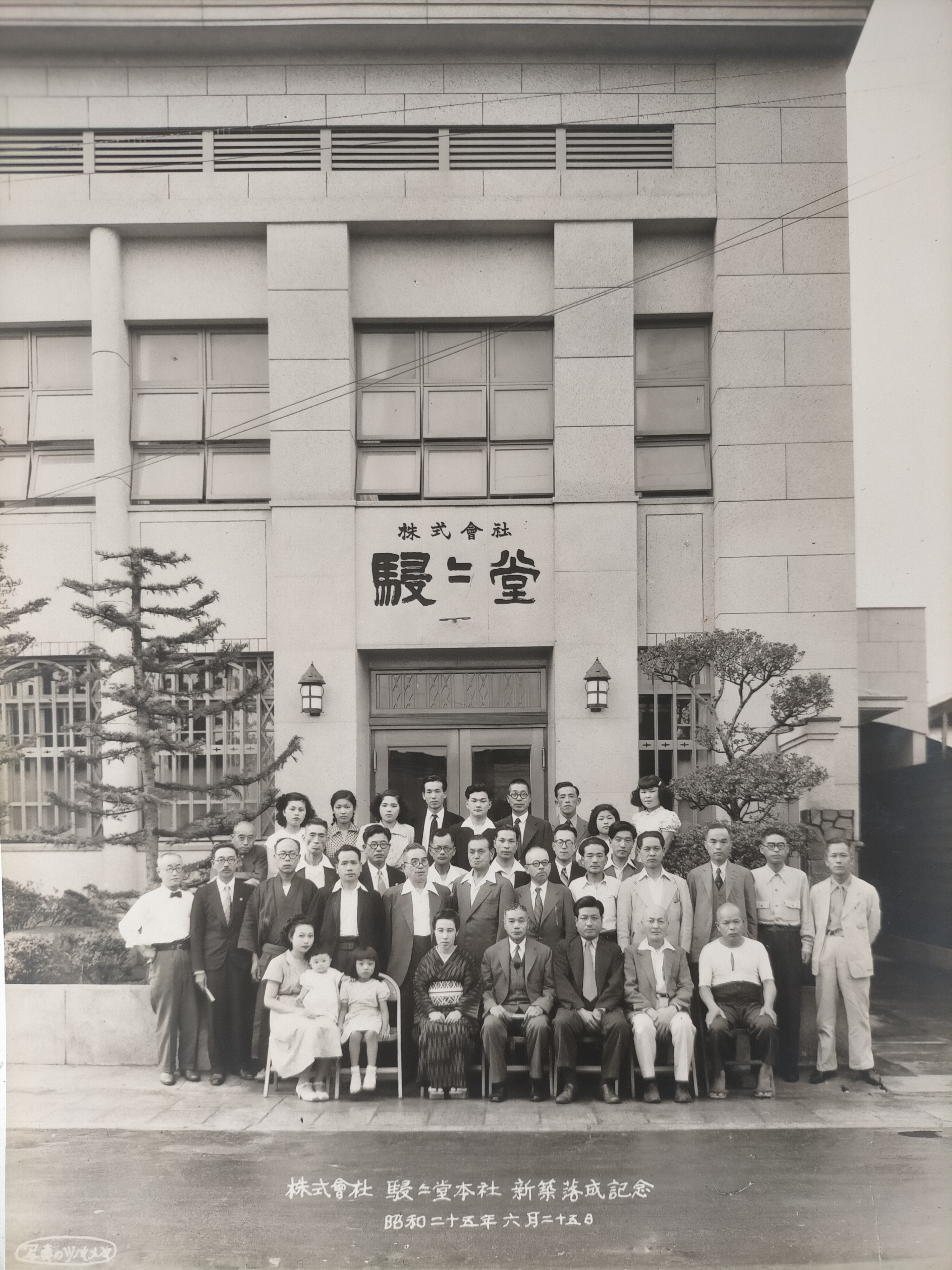
昭和25年に善吉が新築した、清水町の社屋落成式の記念写真。

翌大正5年、伝次郎は心斎橋の本店から数百メートル先の東清水町29番地に民家を借り受けて、ここを旅行案内部として独立させた。この民家は鰻の寝床のような構えで、大正15年1月、善吉は借家だったこの家を買い取り、木造二階建ての家を新築する。この清水町が居宅と本店を兼ねた拠点となった。塩町の家から大淵家の家族が移住し、心斎橋一体が戦災で焦土と化すまでの20年間をこの地で過ごした（後に善吉が昭和25年、東清水町に本店を新築して、昭和29年に本店に裏に居宅を構えることになる）。
東西を東横堀川と横堀川、南北を道頓堀川と長堀川に囲まれた一体を「島之内」と呼ぶ。東西約1.5キロ、南北約0.7キロほどで、川として残っているのは道頓堀川だけだが、往時は文字通り島であった。長堀川の南４筋目の東西の通りが清水町通りで、心斎橋筋を境にして、東清水町と西清水町に分かれている。
東清水町の新宅は間口6間あまり、奥行20間あまりの南北に細長い家だった。中庭に清水町の町名の由来になった井戸があり、善吉は前の持ち主から、この井戸は埋めないようにと念を押されたという。1階が土間付きの事務室、2階に旅行案内や地図、学習参考書の編集部が置かれていた。1階の事務室の奥が主人の居間、さらに奥が大淵家の居宅だった。建物の東側に幅１間ほどの細長い通路が続き、その通路の先を少し入ったところに居宅の玄関があった。通路の奥には倉庫が置かれて、書籍の出し入れがされていた。
大淵家の新宅の西隣は吉本興業の初代吉本せい名義の家で、ときにはワカナ・一郎が物干しに出て漫才の稽古をしていた。東隣は「大上」という下駄問屋、向いは「大丸裁縫」でその東側が「河合ダンス」。西の筋違いは「北むら」という二階建ての大きな牛肉屋ですき焼き店を兼業していた。

### 学習参考書の充実と教科書への進出
伝次郎が亡くなる前年の大正7年1月に初版が刊行された『新式　模範いろは辞典』は、伝次郎の死の前月に5版を重ねた。大正9年12月、善吉は流行語を約800語増補した『新語増補　新式　模範いろは辞典』として改訂、さらにポケット版『新語挿入　日用いろは辞典』も刊行した。いろは引きの辞典が、3代店主善吉の初仕事となった。『模範』の方に収録された「現代新語類例」には、「五大強国」「モンロー主義」「高等貧民」「女給」「ミルクホール」「カフェー」など、当時の時事用語や流行語などが採録されている。この2冊の『いろは辞典』は、大正15年に『模範』が16版、『日用』が20版と順調に版を重ねているから、善吉は好スタートをきったと言えよう。
自身も畝傍中学校に進学し、兄や弟が教育界に進んだ善吉にとって、学習参考書は情熱を傾けるに足るジャンルだったことであろう。初等教育の義務化で教科書という肥沃な市場が生まれたが、府県単位の審査などの参入のハードルは高かったようである。善吉は伝次郎が開拓した自習書をさらに発展させ、小学校の学習過程に沿った学習参考書を企画した。大正12年、『国語読本学習の友』（1年から6年まで前期・後期合わせて12冊）と『小学算術学習の友』（1年から6年まで6冊）を刊行した。『算術』の4年から6年までは、中等学校の入学試験に出た問題を収録して、入試対策の準備ができる内容だった。初等教育の二本柱である国語と算術を皮切りに、善吉は地理や国史、理科、綴方と科目を広げていった。
さらに実戦的な『読む力・味ふ力・綴る力を　伸ばす読方の新研究』『考へ方・解き方の力を　伸ばす算術の新研究』を発行した。『伸ばす読方』は奈良県三輪町の三輪小学校の教師たちが、それぞれ担任をもった学年の研究成果が活かされた内容であった。さらに入試問題集として、実際の試験の問題用紙と同型で所要時間なども記した『国語と算術』を刊行した。
大正15年3月に心斎橋大丸で大阪図書出版業組合が「大阪出版文化展覧会」を開催し、50店以上が出品した。駸々堂は「小学校・中等学校参考書、教師用書、習字書帖、家庭用書、地図、旅行案内類各種」を出品している。大正末期の駸々堂は、文芸書ではなく、学習参考書の出版社として認識されていたのであろう。

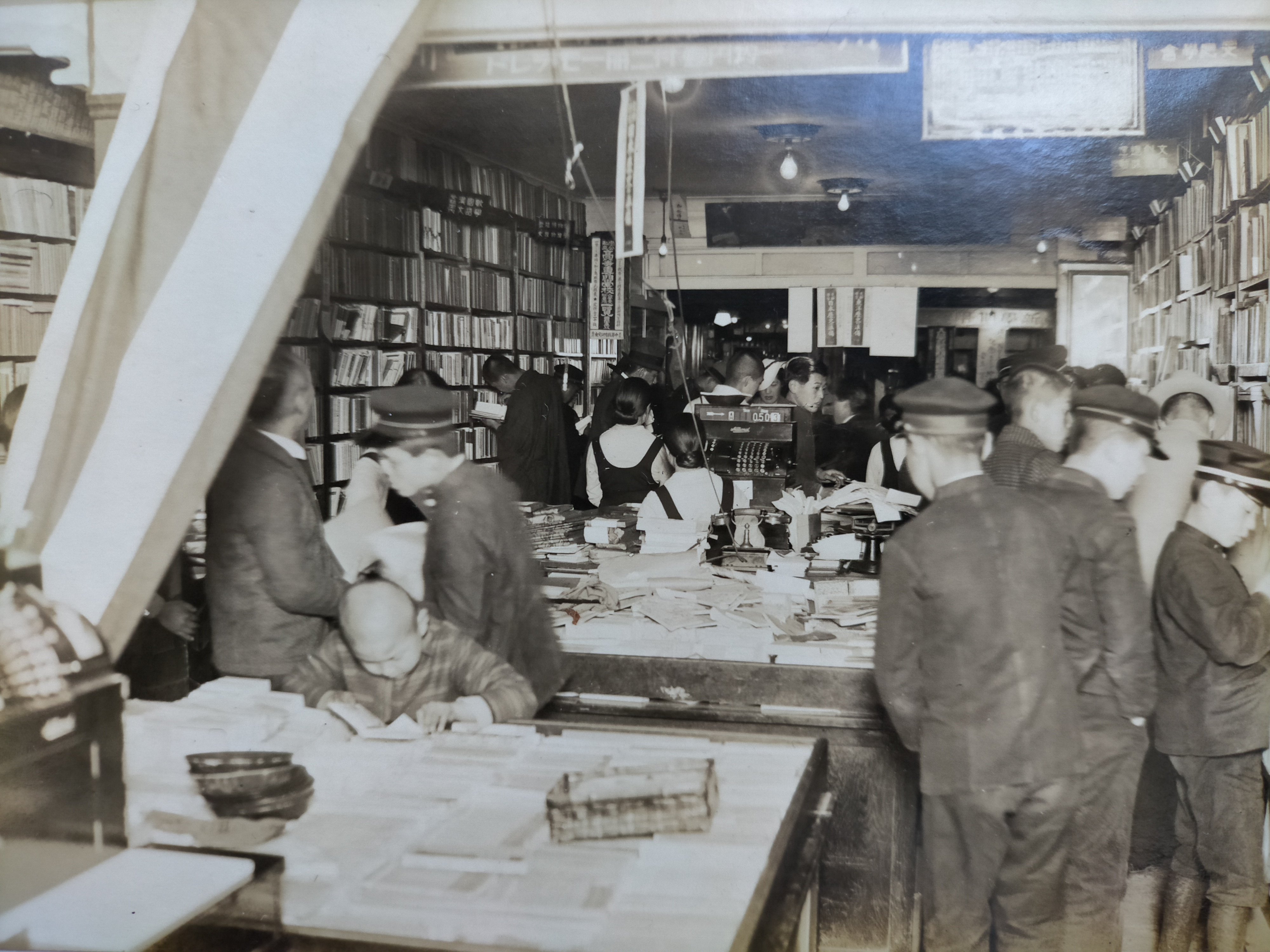
駸々堂心斎橋店は、学習参考書を求める学生で賑わった。

昭和3年、『女子園芸教本』が刊行される。著者は農学博士 丸毛信勝で高等女学校の課外教本として採用され好評を博した。翌年加筆補訂版を刊行したが、これが文部省の検定に合格し、駸々堂初の中等学校教科書となった。
大正10年、洋風3階建に改築した心斎橋店の書店は、その学習参考書の充実ぶりにより当時の学生たちの間では有名であった。教科書は公立と私立で、私立でも学校により異なるが、心斎橋店の店員がどの学校の何年の何科の教科書にふさわしい参考書を的確に選んで学生に案内することで、「行けばなんでも揃っている」という定評を勝ち得たのであった。

### 書家 辻本史邑との交友
明治28年生まれの書家 辻本史邑（しゆう）は20代の頃、奈良師範学校で小学校の「書き方」教育の革新に大いに貢献した。大正14年に辻本が主宰した月刊書道誌『書鍳』は、刊行の1年後には1万人の会員を集めるほどよく読まれた。昭和22年には日本書道院を創立して会頭となり、日展の審査員を歴任、昭和28年には芸術院賞を受賞、宮中で天皇臨席の祝賀会に出席するなど、日本の書道史に名を残す人物である。弟子のひとりである今井凌雪は、NHKの書道の趣味講座の講師としても人気を博し、黒澤明監督の『乱』や『夢』の題字を書いている。

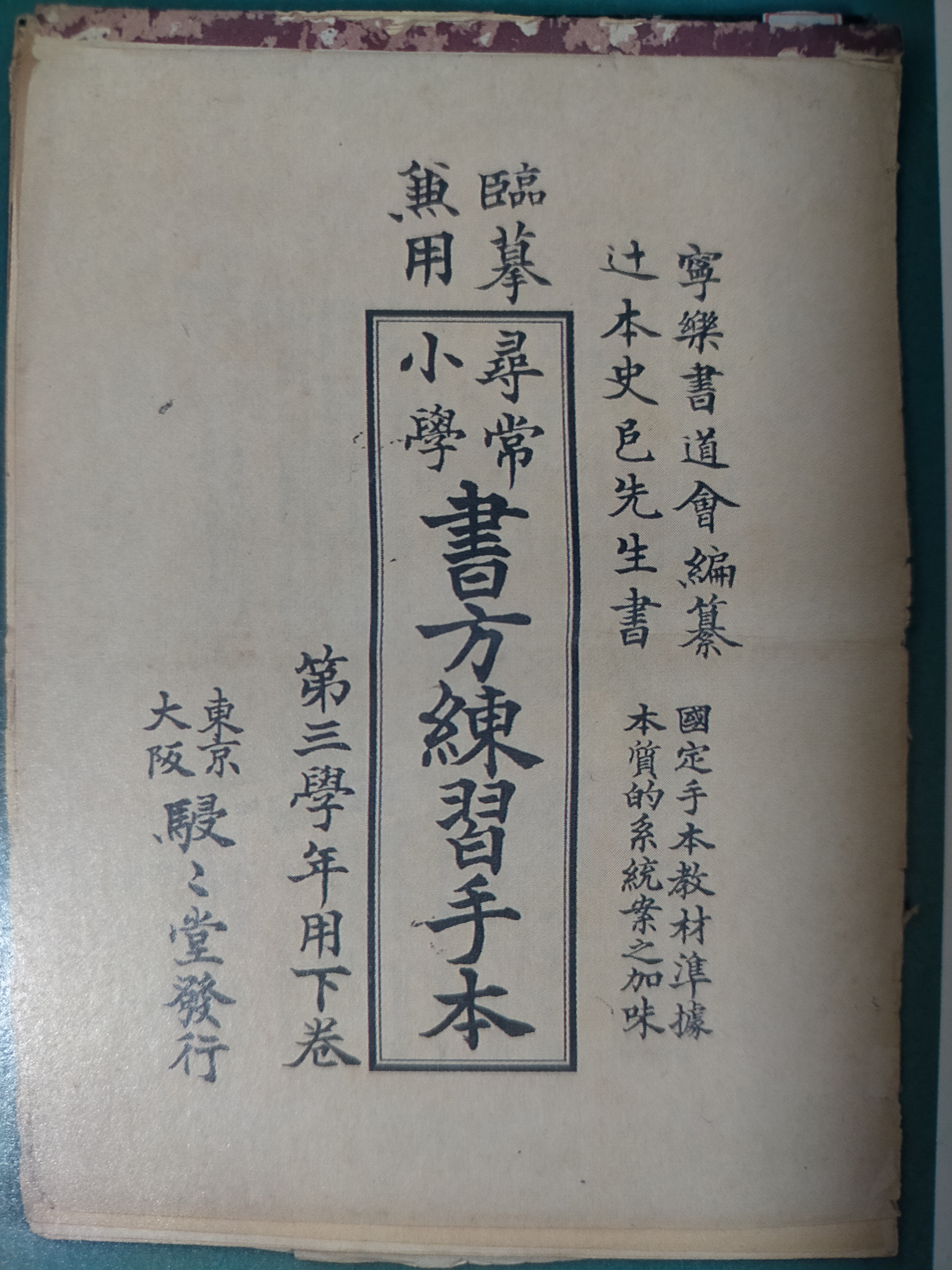
辻本史邑は小学、中等、女子中等向けに書道の教科書を多数刊行した。

辻本は善吉と同じ奈良県磯城郡川東村の出身で、辻本の実家は善吉の実家の笠形から約1キロという近さの大安寺であった。辻本と駸々堂の縁は、なみが建立した地蔵菩薩が契機となる。善吉にも男子がなく、代々男子に恵まれなかった大淵家を憂えて、なみは信仰していた豊川稲荷別院（大阪市天王寺区芝一丁目　桃谷駅の近く）に、昭和7年4月3日高さ1.2メートルの地蔵菩薩の石像を建立する。この地蔵菩薩の地下に、一石一字の経文石が大きな壺に入れて埋められた。善吉とナオの娘、喜代子（後の4代夫人　大正11年生まれ）と一（はじめ　善吉の弟である由太郎の息子で、一とその弟の泰は後に駸々堂に入社する）が日曜日に海辺で拾った丸い小石を乾かし、ナオがその一石に一字ずつ経文を書いた。この台石の銘文を辻本に依頼したのが、縁の始まりだった。台石の表に「爲有縁無縁万霊法界」、裏に「昭和七年四月三日建立　大阪市南区東清水町　大渕浪」と辻本の文字が刻まれている。
ちなみに由太郎は大正12年に駸々堂の心斎橋店の支配人格として入社するが、次男 泰（ひろし）が生まれた翌年に妻を喪ったことで、一と泰は塩町の大淵家で養育された。喜代子とは一つ二つ違いの従姉弟として同じ地で育ったのであった。
辻本史邑が駸々堂から最初に出版した「国定手本教材準拠」の『尋常小学校書方練習手本』は、全国で採用されて年間数十万冊、多い年では百万冊を突破したという。辻本は昭和7年から亡くなる2年前の昭和30年までの24年間に50冊を超える著書を出したが、そのすべてが駸々堂から刊行された。月刊書道誌の『書鍳』も昭和13年から駸々堂に任されるようになった。善吉と辻本との信頼関係はもちろんのこと、当時は近衛内閣による国家総動員法が公布されたため、用紙やインクが不足しはじめ、実績のある駸々堂からでないと刊行を継続するのが難しい面もあったのであろう。

### 初代夫人なみ（涛）の死
昭和の初め、善吉は奈良県の生駒聖天宝山寺のすぐ下の門前町に約1千坪の地所を購入し、和風の建物と洋館を建てた。駸々堂の生駒山荘「淡膽荘」（たんたんそう）である。善吉の出身である奈良県と大阪府の境に山荘を設けたのだった。生駒は大正3年の大阪軌道（近畿日本鉄道）の開通で発展し、大正7年のケーブル開通によって宝山山下の一画は別荘地として注目されていた。かつて玄関に掲げられた「淡膽荘」の扁額は辻本史邑によるものであった。
東清水町から生駒まで1時間以上はかかるが、晩年のなみはこの小旅行を楽しみ、生駒にしばしば足を運んだ。善吉も著者などの接待にこの山荘を活用した。大阪が戦争で焦土と化したとき、駸々堂は心斎橋店や支店を一時失うが、この山荘が復興の拠点を担ったのであった。
歌誌「水甕」を主宰した歌人で書家としても著名だった尾上柴舟（八郎）は、おそらくは辻本の紹介により善吉やなみと知り合い、昭和８年に淡膽荘を訪れている。尾上は「うちむかふ心ひろしもあさ雲の　流るるすえもとほきくに原」の一首を詠み、喜んだ善吉は高さ3メートルほどの生駒石にこの短歌を刻んで、庭の桜の木の前に立てた。翌昭和9年4月には、尾上を迎えて歌人や書家60名ほどを招待した園遊会を淡膽荘で開いている。
なみは昭和9年に1月に生死の境をさまよう重篤な状態に陥り、回復したものの園遊会の参加は見合わせた。昭和12年、なみの姉の悦子、妹の八重子が相次いで亡くなり、気力が奪われたのか6月には再び病床に臥した。九州出張中の善吉が急遽、帰宅する一幕があったが、幸い1か月ほどで回復した。昭和15年4月9日、風邪で床についたが急性肺炎を併発、意識不明に陥り、13日の午前零時15分静かに息を引き取った。
生前のなみを知る人は「気性のさっぱりした女傑」と口を揃えた。なみともう一人、江戸時代から続く秋田宋栄堂の田中霜子とが業界の「二大女傑」と呼ばれていたが、明治から参入した駸々堂のなみのひと言が、それだけ重みを持っていたということだ。夫の渉とほとんど無一物から出発したなみは、何不自由のない資産を築いても汽車は必ず三等、そして生涯、「士族の娘」の矜持を失わなかった。東清水町の居宅では、いつも十畳の座敷の定位置に脇息にもたれて座り、来訪者の相談事に乗っていた。阿部野斎場でのなみの告別式には、別れを惜しんだ会葬者の数が2千名を超えた。なみの死は、駸々堂にとっての一つの時代の終焉、新しい時代に出発点となる。

### 4代店主　大淵甲子郎
戦争の激化に伴い、昭和15年には日本出版配給株式会社が設立され、出版物の配給を一手に握ることとなった。言論の統制も強化され、用紙の入手も困難を極めて、出版界は身動きのとれない状況に追い込まれていく。昭和16年頃の東清水町の大淵家は、応召や徴用で若い店員たちが去っていき、住み込みの女中や丁稚が一人ずつという淋しさだった。
昭和18年、善吉とナオの一人娘である22歳の喜代子に縁談が持ち上がる。相手の金沢甲子郎は明治44年生まれの33歳、慶応義塾大学の理財科（現在の経済学部）を卒業して鐘淵紡績に就職、陸軍では主計少尉だった。初代夫人なみの妹、八重子の再婚相手の村松秀致（元尼崎藩の剣術指南役）と甲子郎が懇意にしていた人との間で話が進み、生駒山荘でお見合いの運びとなった。

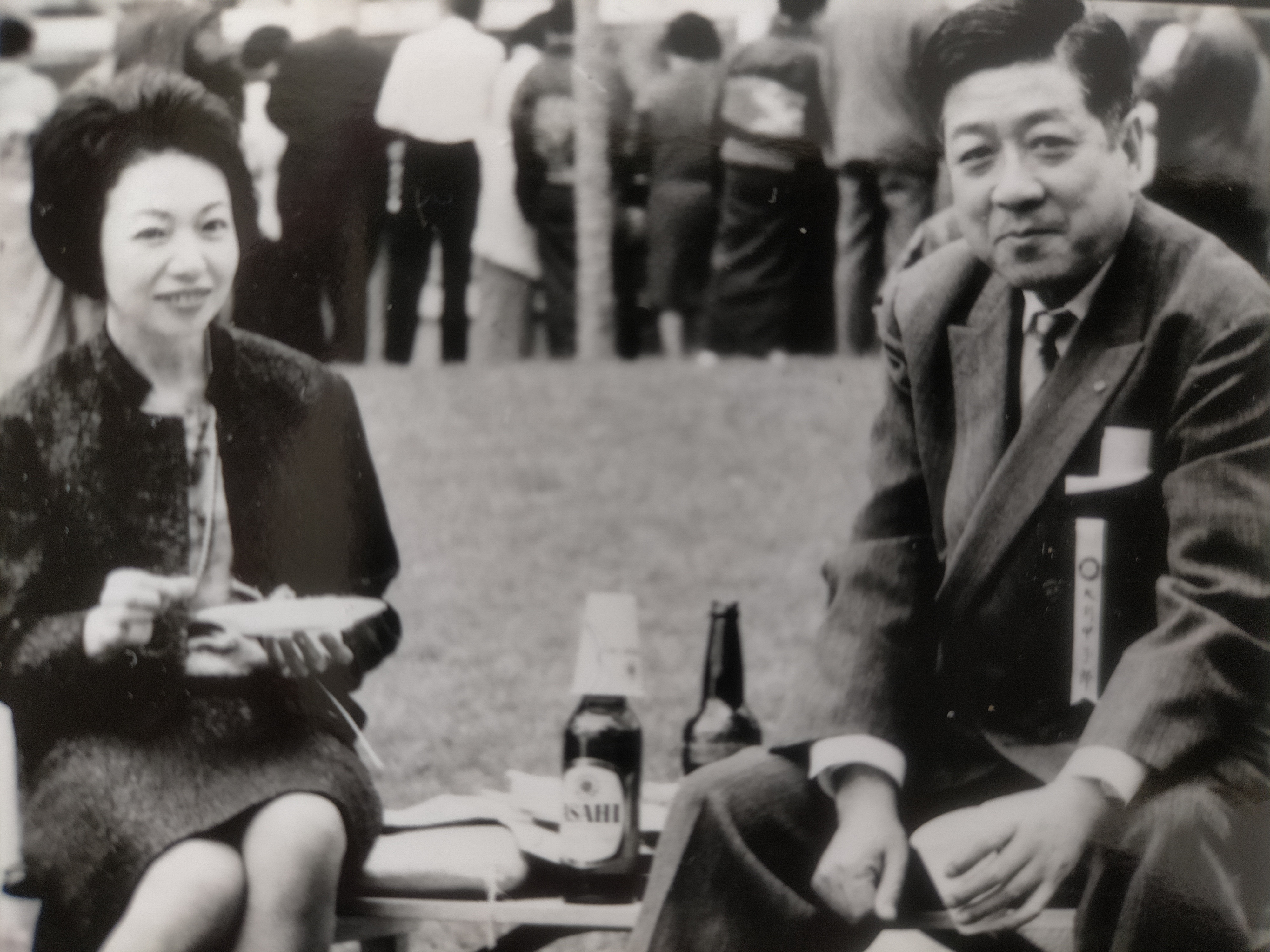
４代店主の甲子郎と夫人喜代子。喜代子は表千家の茶道や絽刺し（刺繍）などを嗜んだ。

善吉は50歳を超えていて、甲子郎は次男で養子縁組には差し支えなかった。甲子郎は前年に中国大陸から帰還し除隊したものの、戦局によってはいつ再召集がかかるかが懸念ではあった。見合いは好感触で終わり、甲子郎は東京に戻るが、果たして実家に再召集の令状が届く。「早く祝言を」と急ぎ帰阪、東清水町で仮祝言の盃を交わしたのであった。11月11日に新大阪ホテル（リーガロイヤルホテル大阪）で結婚披露宴となり、連隊長以下の軍の幹部が全員招かれた。甲子郎は内地勤務で自宅から連隊へ通うことになる。
甲子郎は昭和20年１月に京都書店の社長、同年6月に出版の社長に就任、駸々堂の第４代社長には昭和36年7月に就任する。

### 戦後の復興と善吉の死
昭和20年３月13日の深夜から翌14日の未明にかけて、焼夷弾による無差別絨毯爆撃により大阪市街は火の海と化した。東清水町の大淵家には、善吉・ナオ夫婦と喜代子、生後4か月の長女 紘子（つなこ）がいて、生駒山荘に家財その他を移すつもりがトラックが調達できずに足止めされていた。空襲警報により一家は近くの防空壕、大丸百貨店の地下と逃げながら、連隊に近い大手前の親戚の家まで走った。入れ違いに甲子郎が東清水町に駆け付けるが、四人がどこに避難したか見当がつかず、暗い気持ちで連隊に戻ったという。
一夜明けて外出許可を得た甲子郎は、御堂筋を歩きながら子どもを背負ったり抱えている若い母親の死体をひっくり返し、顔や衣類を確かめた。東清水町の居宅後には、金庫と石灯籠以外は焼けて何も残っていない惨状であった。空しく帰隊すると善吉が現れ、家族の無事を知る。安心して力の抜けた甲子郎は、連隊で配られた蜜柑を善吉に渡したのであった。
大阪の印刷所も製本所も壊滅的な打撃を受け、各社とも店舗や原稿、紙型を失ったものの、出版活動の再開を望む気持ちは失われていなかった。駸々堂の戦後復興は焼け跡の瓦礫の除去から始まり、善吉とナオは辛抱強くやってのけた。農村生まれの粘り強さを備えた善吉は駸々堂の復興のために力を尽くし、「番頭は近江、養子は大和」の言葉通りの使命を果たした。トタン屋根のバラックを建てると、棚を探して本を並べて、仮店をいち早く開いたという。
駸々堂にとって幸いだったのは、生駒山荘が残ったことと、京都店が無事だったことである。ナオや乳飲み子を抱えた喜代子には、生駒が安住の場であって、店員たちも生駒に行けば大淵家の誰かに会えるとやって来た。京都店は京都駅の構内売店の撤収を見越して、昭和6年に開店された。昭和13年には河原町通六角下ルの第一生命ビルの1階に移転し、商品を供給することができた。善吉は実家の上田家を大切にしてきたが、上田家も大淵家を懸命に支援し、食糧や資金面での援助を惜しまなかった。
甲子郎は主に出版部門を任されて、紙の確保の奔走した。昭和21年3月には心斎橋東店が新築落成、奈良市三条通には奈良店も開店した。昭和19年の2月号で休刊していた書道雑誌『書鍳』も昭和21年4月には復刊された。戦災から1年で、駸々堂は復興の体勢を整えたのであった。
「事業家の常として之迄成し来たりの主義経営に執着するのが常であるが、賢明な彼は二兎を追う者は一兎を得ずと、業界統制を期に出版部を令息甲子郎氏に任し、小売業のみに専念し、本店を心斎橋において、他に梅田地下街・京都・奈良・天王寺と支店を創設して、いよいよ大実業家の手腕を発揮して、いずれの支店も順調に大発展されている。実に経営の秀でた手腕家である」というのが、湯川松次郎の善吉の評価。
昭和17年、駸々堂は水戸学の研究者として知られた梅渓高須芳次郎の『日本思想読本』と『日本女性読本』を刊行する。善吉はその出版記念の宴席を宇治の料亭『菊屋』で設けた。その場にいた菊池幽芳の善吉評の大意は次の通りである。
「川柳に、売り家と唐様で書く三代目、というのがあるが、駸々堂の三代目大渕さんは、唐様文字の稽古をなさらなかったようだ。私は初代の頃からの駸々堂を知っているが、当時も駸々堂は大阪の出版界をリードしていたと言える。しかし今日のこの盛大な駸々堂を思い合わせると、まったく隔世の感がある。初代と二代とがかためた地盤の上に、力強く踏ん張った三代目には、唐様文字など近寄ることもならなかった。ひたむきに事業一筋を見据えて勇往邁進した結果が、今日の大をなしたものだと思う」
菊池幽芳は明治3年水戸に生まれて、水戸中学校を卒業後に取手小学校の教師となるが、大阪に赴任して宇田川文海らと「大阪文芸会」を結成、明治24年には「大阪毎日」に入社して短期連載の小説を「大阪毎日」に次々に発表した。『無言の誓』『春日野若子』『みをつくし』『白衣婦人』などを駸々堂から刊行した。幽芳は初代の渉が担当し、二代の伝次郎のことも知っている。
3代店主の善吉は昭和36年7月13日、享年69で世を去った。後継者の甲子郎は51歳の熟練者、孫娘の紘子と香久子に看取られて、事業家としても家庭人としても、満たされた生涯を閉じたのであった。

### 京阪神中学校進学学力テストコンクールの発足
甲子郎は善吉から先に出版部門を任された。全国の集金には店主が自ら赴くのが駸々堂の伝統であったが、甲子郎が学習参考書や教材の売り方について学ぶため、東京の武蔵野で当時、販売の方法について指導を受けた人の自宅に泊めてもらうことがあった。寒い時分であったが余分の布団がなかったようで、家人の布団を掛けてくれて火鉢で暖をとる心遣いに、甲子郎の心は奮い立ったのだった。甲子郎は学習参考書のシリーズ名の付け方に工夫をこらした。昭和35年に創刊した『全力集中』シリーズ（中学9科9点）も甲子郎のネーミングによるが、第4代社長就任の翌昭和37年に創刊した『ニュースタディ』シリーズも甲子郎が名づけ、中学教科書の準拠問題集（66点）としてベスト＆ロングセラーに育っていく。
昭和36年、甲子郎は「京阪神中学校進学学力テストコンクール」を発足させる。京阪神で人気を博してた中学校の入試を対象とする模擬試験の新規事業で、志望校内の順位や合格可能性が偏差値をもとに判定され、それらが掲載された個人成績表が受験生の手元に渡るという、画期的なものであった。模擬試験の受験会場に、実際の人気中学校の校舎を使う所にも特徴があった。例えば大阪なら清風中学校や四天王寺中学校、兵庫なら仁川学院、和歌山なら開智中学校が会場として使用された。当初は6年生だけであったが、後年は4年生と5年生にも広げられた。塾業界も注目し、塾生を団体受験させて進路指導の資料として活用されたのであった。

### 経営不振から廃業へ
1968年（昭和43年）には「株式会社大渕書店」に改組され、翌1969年（昭和44年）に「株式会社駸々堂書店」に社名を変更。1992年に関連会社の「株式会社京都駸々堂」を吸収合併した際に社名を「株式会社駸々堂」に変更。以後も関西で書店を広く展開した他、学習参考書などの出版業務も引き続き行った。しかし、1981年以降は債務超過状態に陥るなど、経営は悪化の一途を辿っていた。さらに書店の大型化の波に乗り遅れ、主要取引先である日本出版販売から商品引き上げを通告されるなど店舗運営の継続が困難となり、最終的に2000年1月31日に自己破産を申請し倒産した。
なお同社が手がけていた中学受験向け模擬試験については大阪市鶴見区に本社を置く五ツ木書房が運営を引き継ぎ「五ツ木・駸々堂中学進学学力テスト会」の名称で現在も運営を継続している。

## 出身有名人
- 角田裕育 （ジャーナリスト）